# Botanischer Garten (Marburg)
Der (Neue) Botanische Garten Marburg gehört zur Philipps-Universität Marburg und liegt auf den Lahnbergen. Er wurde, als Nachfolger des kleineren und weiterhin bestehenden Alten Botanischen Gartens, in den Jahren 1961 bis 1977 angelegt. Mit 20 ha ist er einer der größeren Botanischen Gärten Deutschlands. Schwerpunkt der Sammlungen sind das Arboretum mit vielen Nadelbäumen (Koniferen), eine große Rhododendron-Sammlung, der Frühlingswald und ein Alpinum, das Gebirgspflanzen aus zahlreichen Kontinenten enthält. In den Gewächshäusern werden viele Pflanzen aus den Tropischen Regenwäldern gezeigt, darunter die Titanwurz (Amorphophallus titanum), die größte Blume der Welt.

## Geschichte

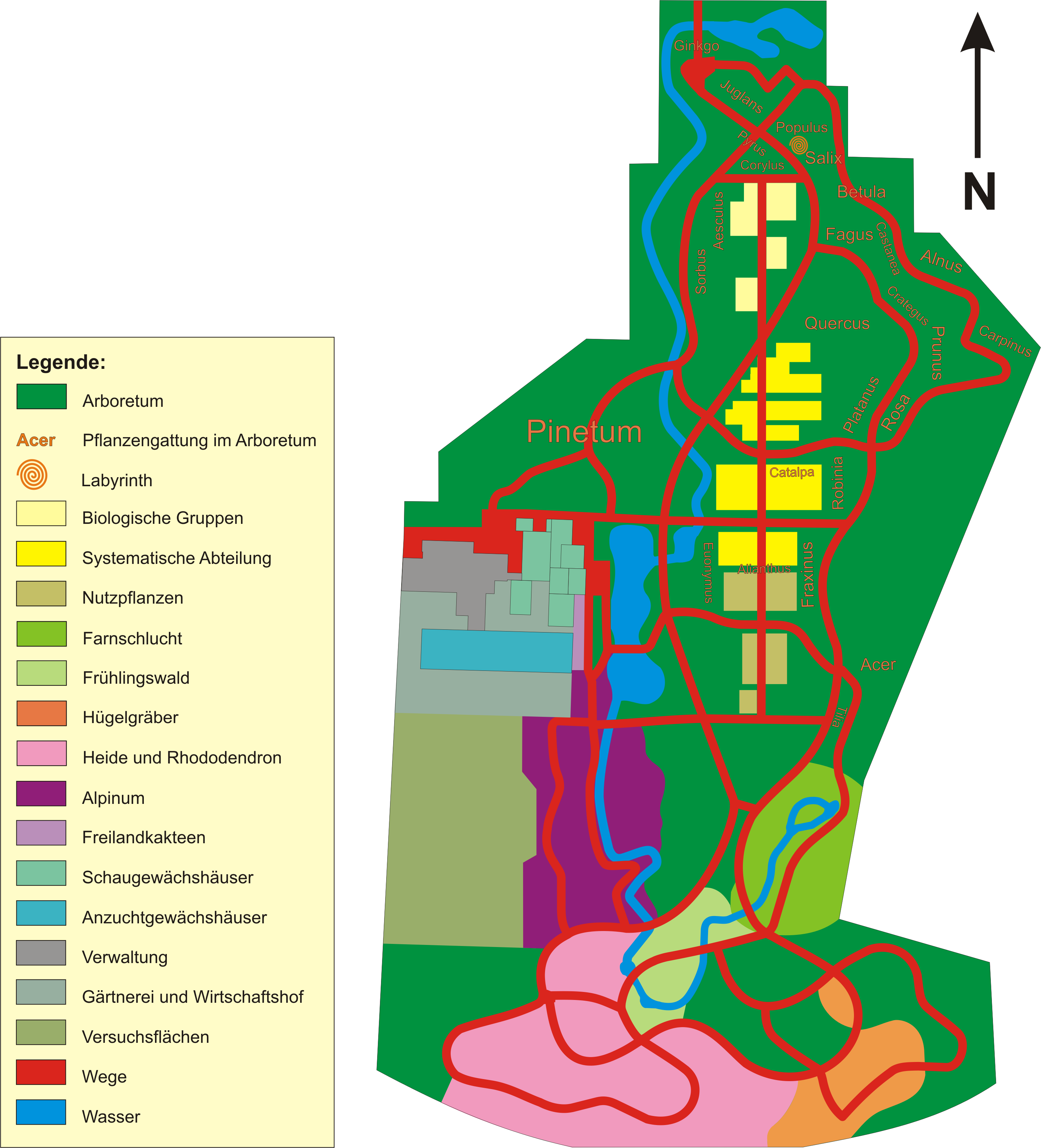
Plan des Neuen Botanischen Gartens

Gegen Ende der 60er Jahre wurden die naturwissenschaftlichen Fächer der Philipps-Universität Marburg auf die Lahnberge verlegt, da in der Innenstadt kein Platz für umfangreiche Neubauten vorhanden war. In der räumlichen Nähe zum Botanischen und Zoologischen Institut des Fachbereichs Biologie wurde dort ein neuer botanischer Garten angelegt. Der weitaus kleinere alte Botanische Garten im Stadtzentrum von Marburg gehört ebenfalls der Universität, wird allerdings nur noch als Park genutzt.
Mit der Gestaltung des neuen Botanischen Gartens wurde Günter Grzimek beauftragt. In der ersten Bauphase verunglückte der Waldfacharbeiter Helmut Uschmann bei Rodungsarbeiten am 18. Januar 1966 tödlich.
Für die Gestaltung des Geländes mussten insgesamt 80.000 m³ Erde bewegt werden. So wurden u. a. ein Teich und ein ca. 1 km langer Bachlauf geschaffen, dessen Wasser durch eine Pumpstation ständig wiederverwertet wird.
Insgesamt kostete die Neuanlage des Botanischen Gartens 12,4 Mio. DM. Davon entfielen 6 Mio. auf den Freilandbereich und 6,4 Mio. auf die Gewächshäuser. Am 1. Juni 1977 wurde der neue Botanische Garten im Zusammenhang mit der 450-Jahr-Feier der Philipps-Universität eröffnet.

### Aktuelle Situation
Der Bestand des Neuen Botanischen Gartens Marburg war seit 2010 akut gefährdet. Als Folge der Mittelkürzungen für hessische Universitäten durch die Regierung Koch im Jahr 2009 sah sich die Philipps-Universität Marburg im folgenden Jahr nicht mehr in der Lage, für den Unterhalt des Gartens aufzukommen. Im Juli 2010 schien seine Schließung unmittelbar bevorzustehen. Diese konnte zwar quasi in letzter Sekunde abgewendet werden, aber woher die wegfallenden Universitätsmittel kommen sollen, war mehrere Jahre völlig ungewiss. Weder das Land Hessen noch die Stadt Marburg oder der Landkreis Marburg-Biedenkopf sahen sich in der Lage, den Weiterbetrieb zu finanzieren.
Im Jahr 2013 wurde eine mittelfristige Finanzierung des Gartens durch die Universität, das Land Hessen und die Stadt Marburg vereinbart, so dass seine Existenz bis mindestens Ende 2017 gesichert ist. Durch eine energetische Sanierung der Gewächshäuser soll der Energieverbrauch und damit die Kosten gesenkt werden.
In den ersten Monaten des Jahres 2016 wurde der Bachlauf saniert und 2017 wurde die systematische Abteilung neu gestaltet. Unter anderem wurde die Anzahl der Beete verringert, so dass der Garten mit weniger Personal auskommen kann.

## Anlage
Der Neue Botanische Garten hat folgende Abteilungen:

### Arboretum

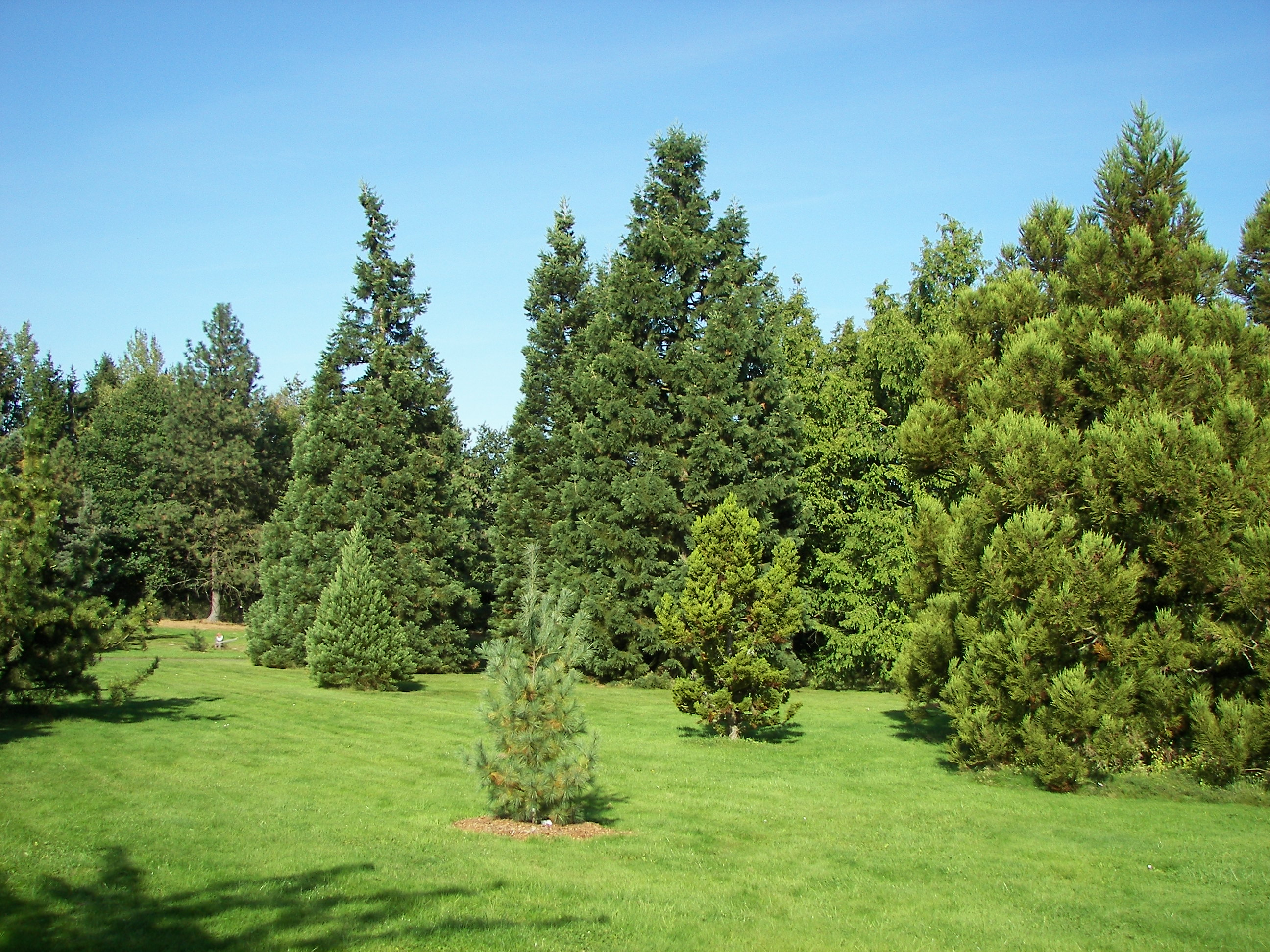
Arboretum, Pinetum

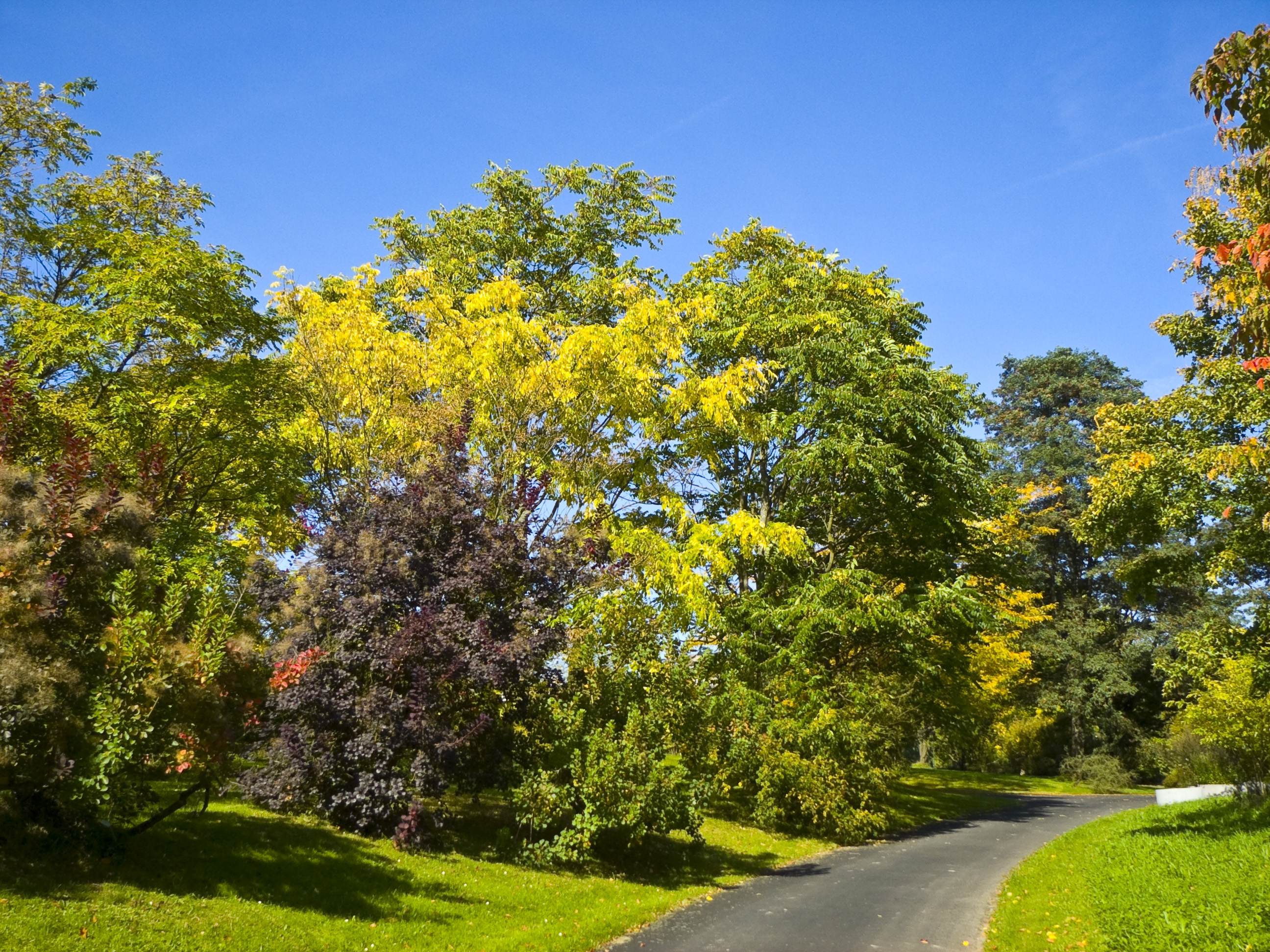
Arboretum

Der Schwerpunkt des Arboretums (Baumsammlung) liegt bei den Nadelgehölzen. So sind hier mehrere Exemplare des Riesenmammutbaums (Sequoiadendron giganteum) und des Urweltmammutbaums (Metasequoia glyptostroboides) angepflanzt worden. Am nördlichen Eingang befinden sich mehrere Ginkgos. In weiteren Bereichen des Gartens sind Laubbäume der Gattungen Pappeln, Weiden, Birken, Erlen, Buchen, Eichen, Hasel, Juglans, Ulmen, Ahorne, Rosskastanien, Rosen, Prunus, Platanen, Eschen, Linden, Götterbäume und Paulownien zu sehen. Es werden sowohl einheimische Arten der jeweiligen Gattung gezeigt (soweit solche existieren) als auch eine repräsentative Auswahl von Arten aus anderen Erdteilen.
Zudem sind auch einige Kultivare und Varietäten der oben genannten Bäume vorhanden, z. B. zahlreiche Zierformen der Fichten und Eiben sowie eine Blutbuche.
Das Arboretum bildet im nördlichen Teil die Randbepflanzung der Anlage.

### Systematische Abteilung

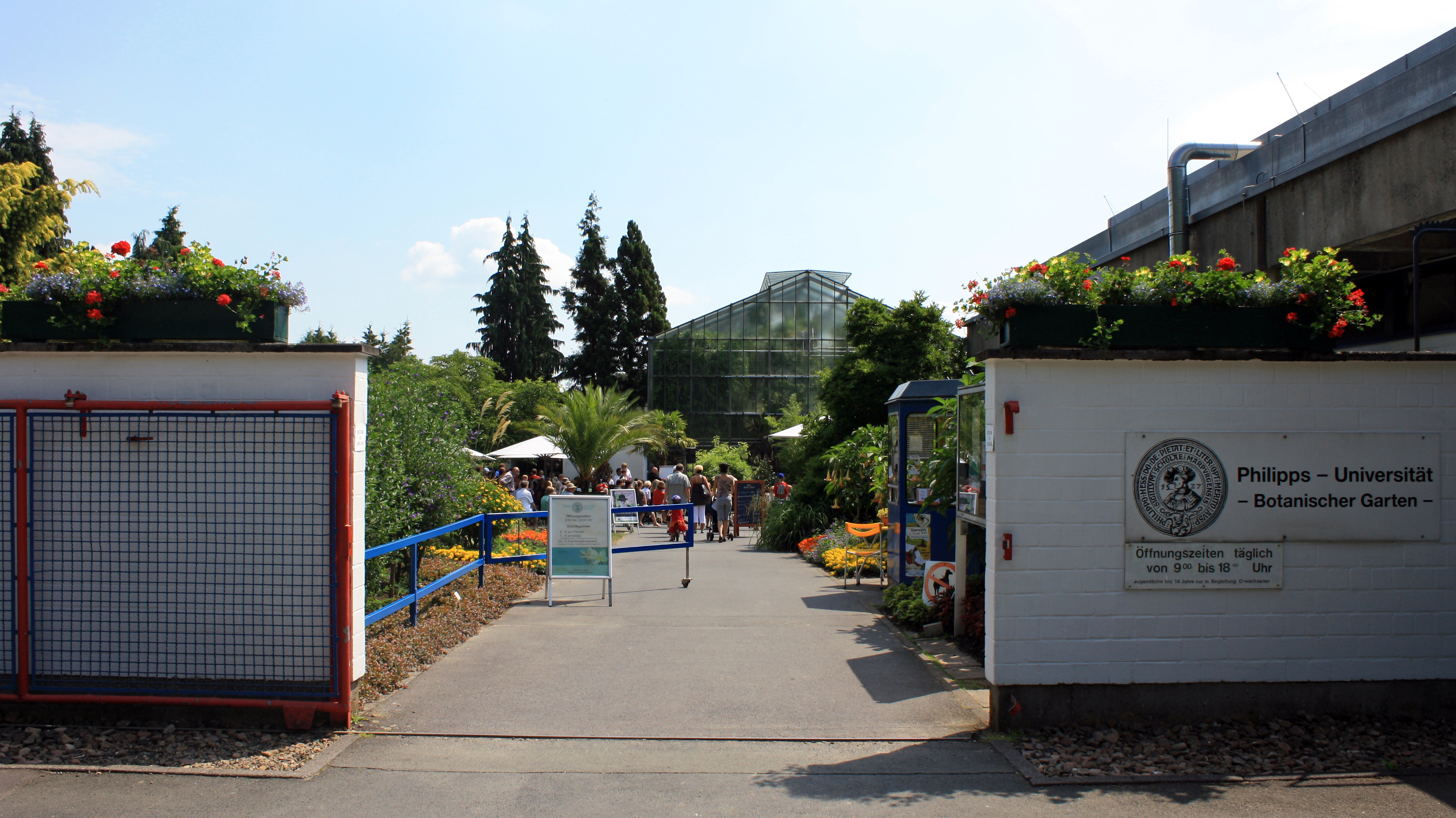
Eingang zum Garten

In der Mitte des neuen Botanischen Gartens werden Vertreter der verschiedenen Samenpflanzenfamilien gezeigt, die krautig wachsen und zwar geordnet nach den Kriterien der biologischen Systematik.

### Heil- und Nutzpflanzen
In weiteren Beeten in der Mitte des Gartens werden zahlreiche Heil- und Nutzpflanzen gezeigt. Diese sind in folgende Abteilungen gegliedert: Kohlenhydratpflanzen (z. B. Getreide), Fettpflanzen, Gemüsepflanzen, Faserpflanzen, Genussmittelpflanzen, Kautschukpflanzen und Färberpflanzen.

### Farnschlucht
Ein Schwerpunkt des neuen Botanischen Gartens Marburg ist die Farnsammlung. In der so genannten Farnschlucht, deren Hohlform im Mittelalter durch Auswaschungen eines Ochsenkarrenweges entstanden ist, sind 80 verschiedene Farnarten zu sehen.

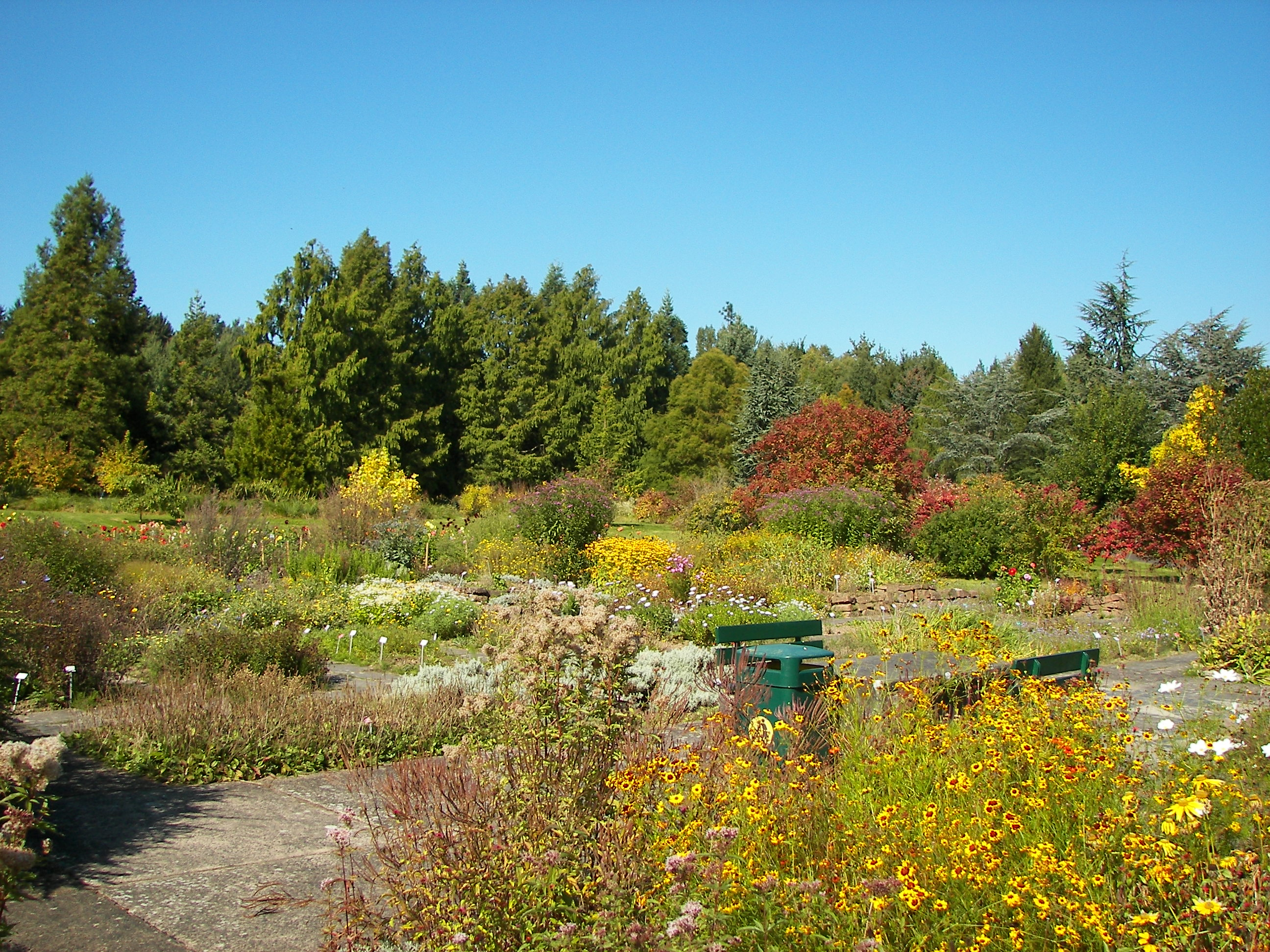
Systematische Abteilung
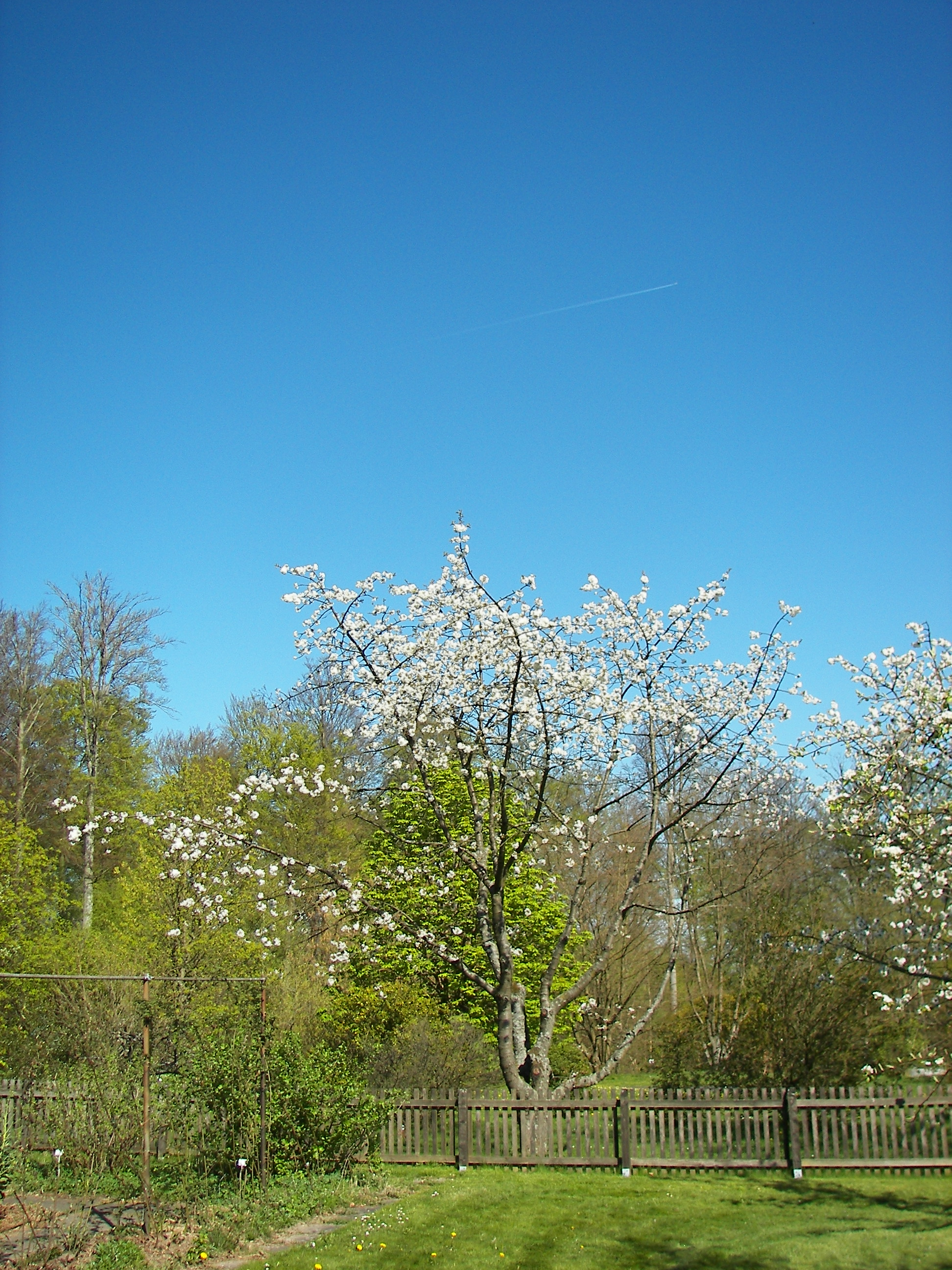
Abteilung Nutzpflanzen
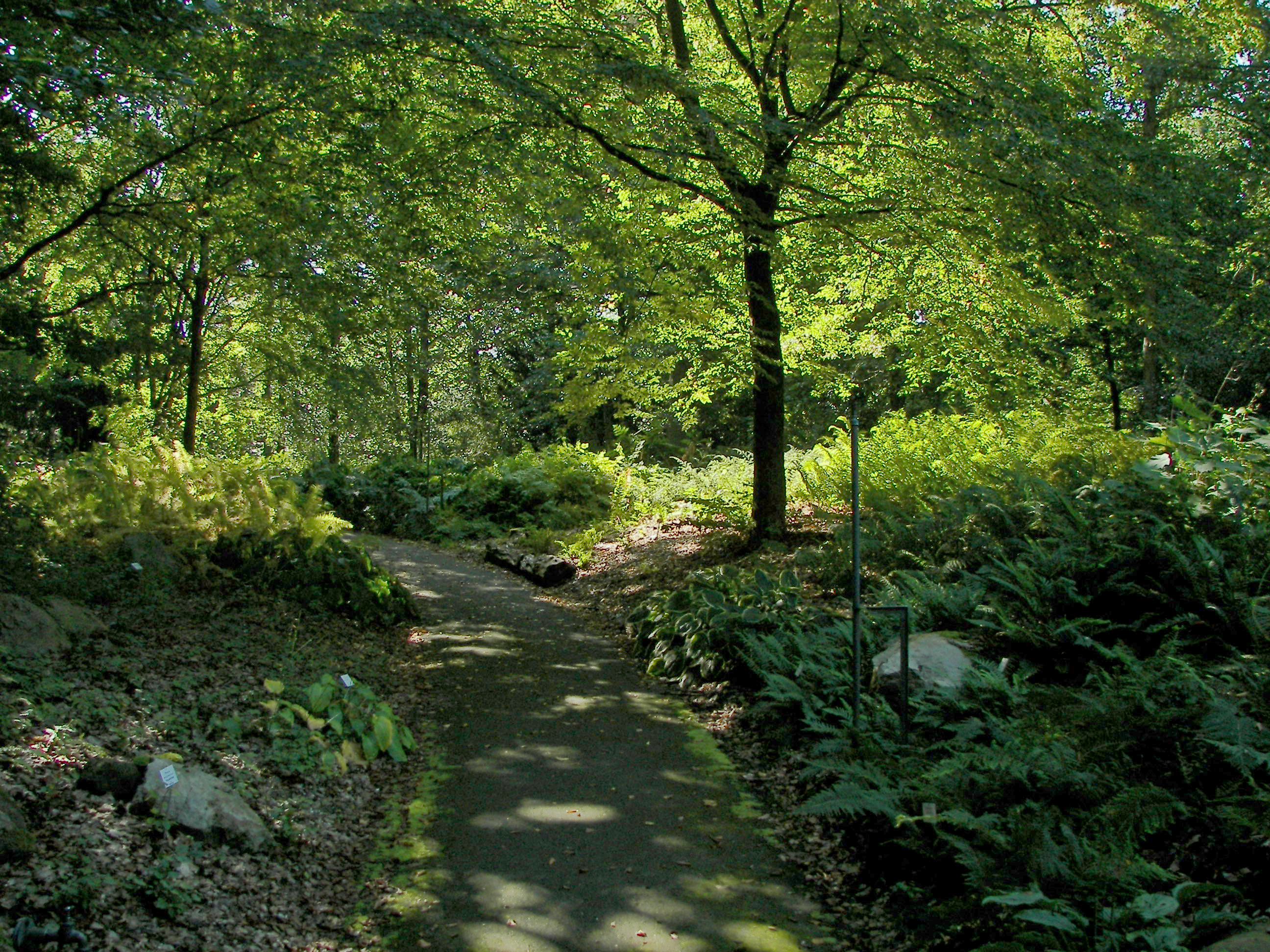
Farnschlucht

### Hügelgräber

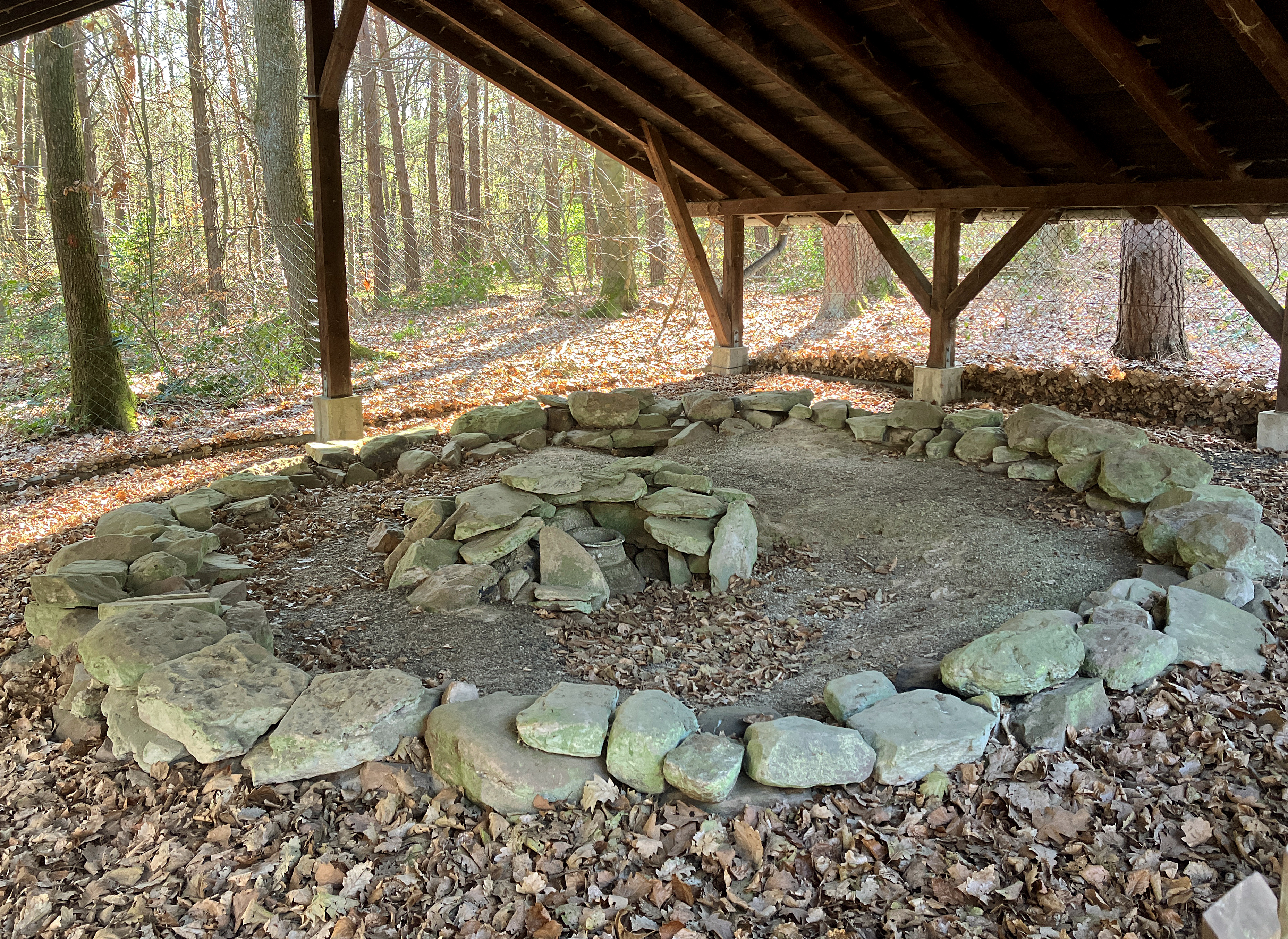
Rekonstruierte Grabanlage aus der Urnenfelderkultur im Botanischen Garten

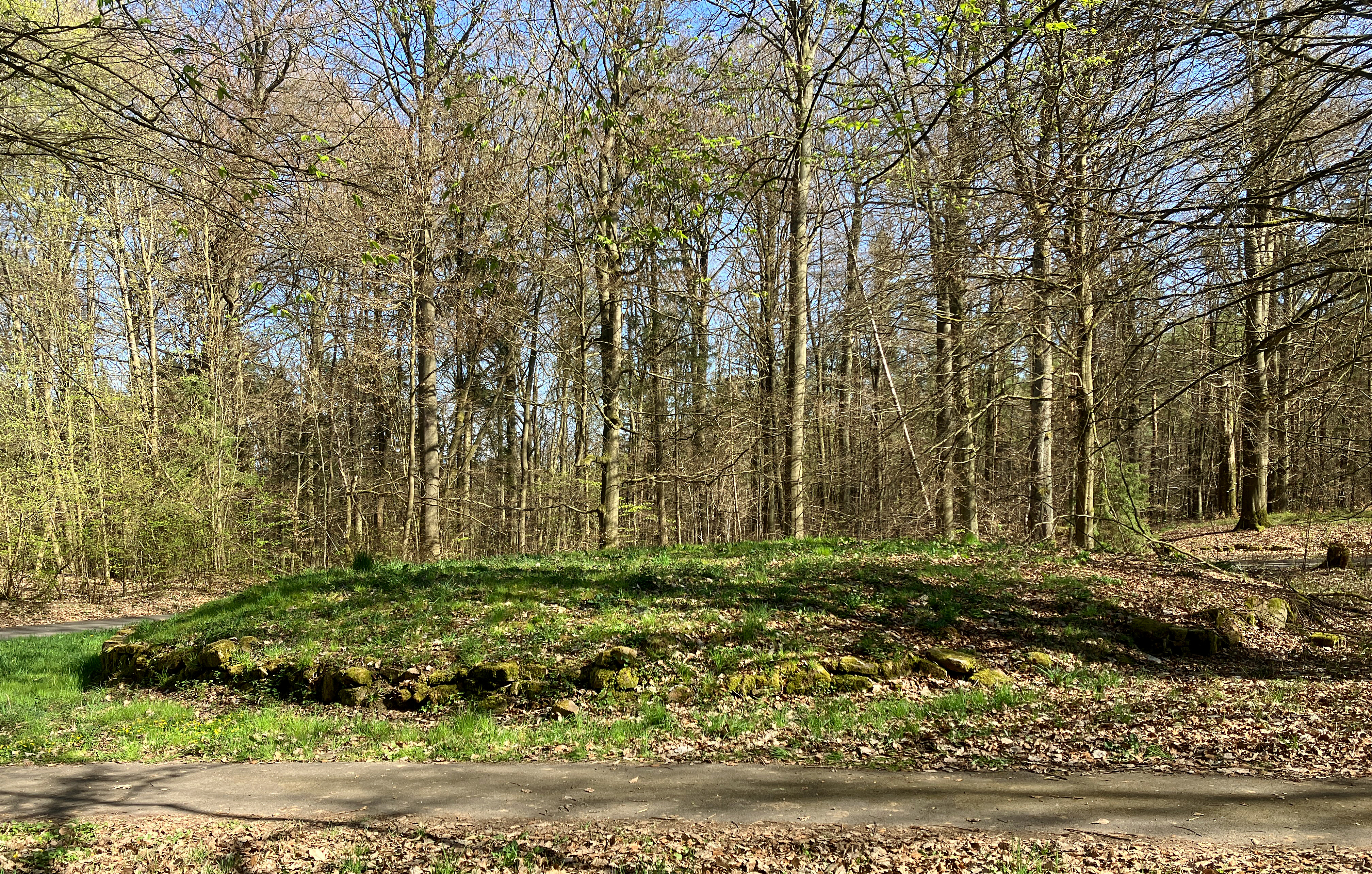
Hügelgrab

Im Südteil des Gartens befinden sich einige Hügelgräber aus der Urnenfelderkultur (jüngere Bronzezeit, ca. 1300 bis 800 v. Chr.). Dort befindet sich auch eine Rekonstruktion einer typischen Grabanlage aus dieser Kultur, wie sie hier vorgefunden wurde. Mehrere Infotafeln erläutern die Urnenfelderkultur und die Gräberfunde.

### Heide- und Rhododendrongarten
Hier sind zahlreiche Heide- und Rhododendronarten zu sehen. Neben einigen Wildarten wachsen hier auch ein umfangreiches Sortiment an Hybridrhododendren. An Heidearten werden u. a. gezeigt: Heidekraut (Calluna vulgaris), Glockenheide (Erica tetralix), Schneeheide (Erica carnea) und Grauheide (Erica cinerea).

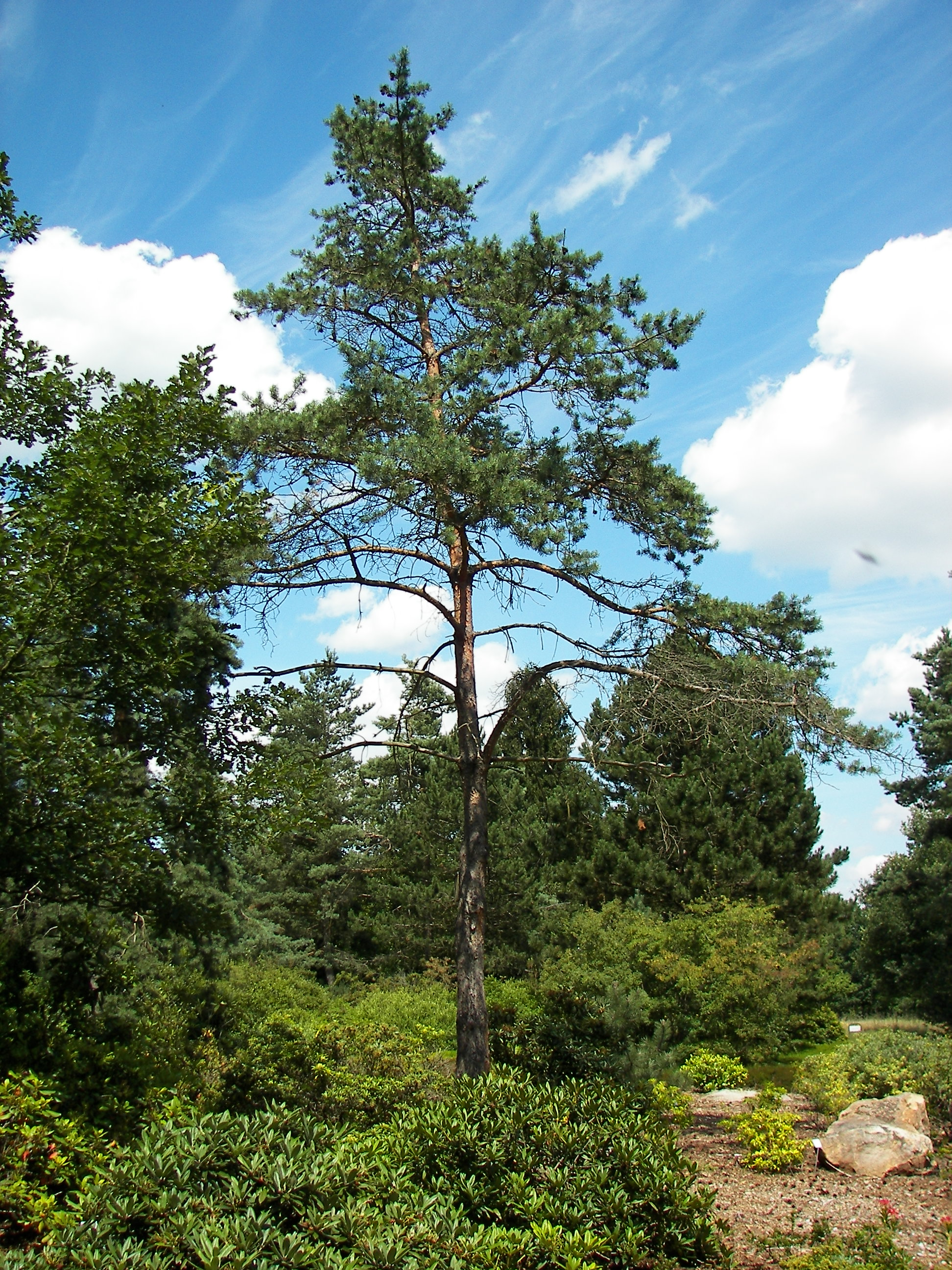
Heidegarten
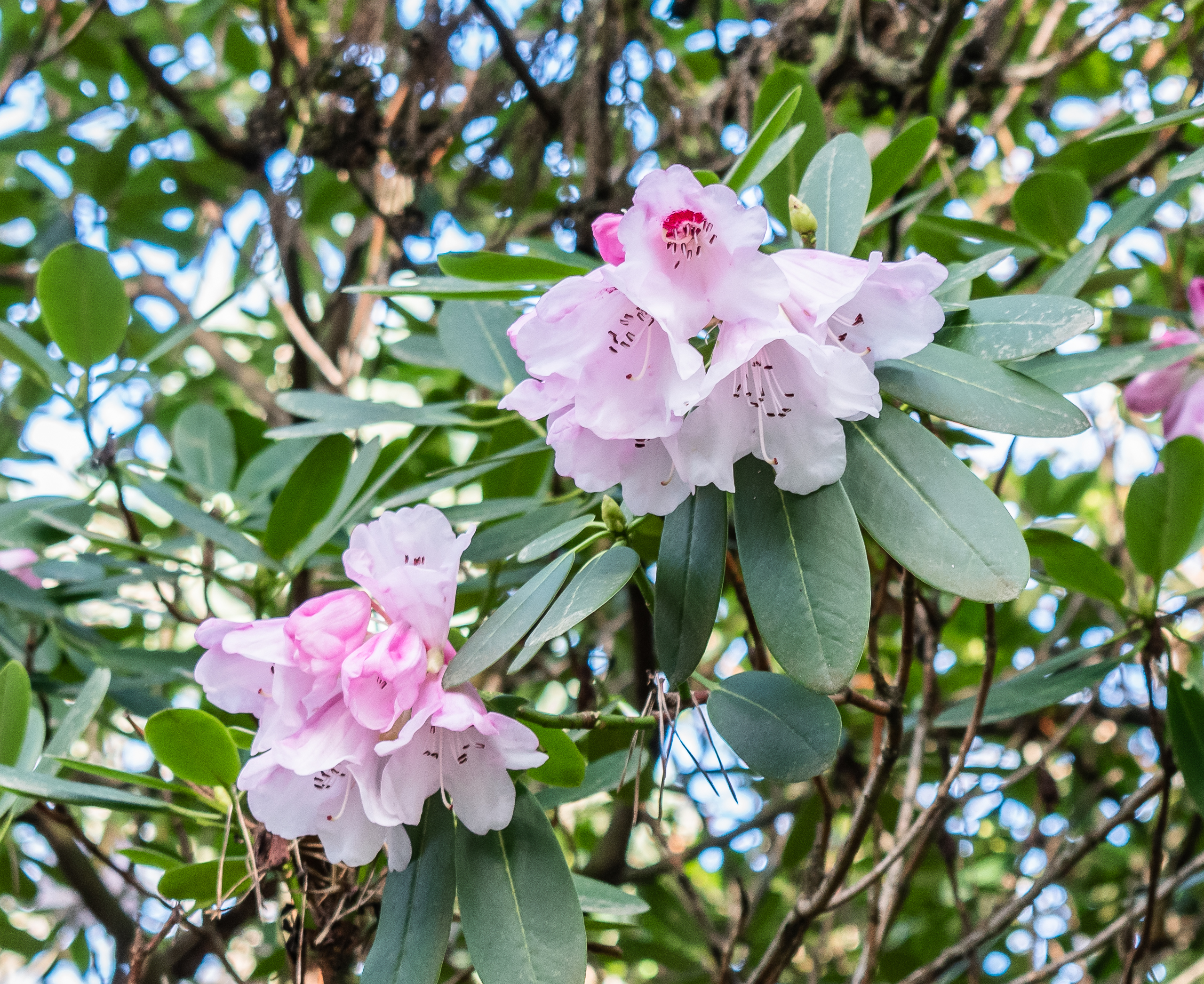
Rhododendron sutchuenense

### Frühlingswald
Im Frühlingswald werden unter einem lockeren Baumbestand zahlreiche Pflanzen gezeigt, die im Frühjahr blühen. Sie gehören den Gattungen Scilla, Tulipa, Narcissus, Gagea, Iris, Anemone und Pulsatilla an. Durch entsprechende Kalkgaben können auch kalkliebende Vertreter der Frühlingsblüher gezeigt werden.

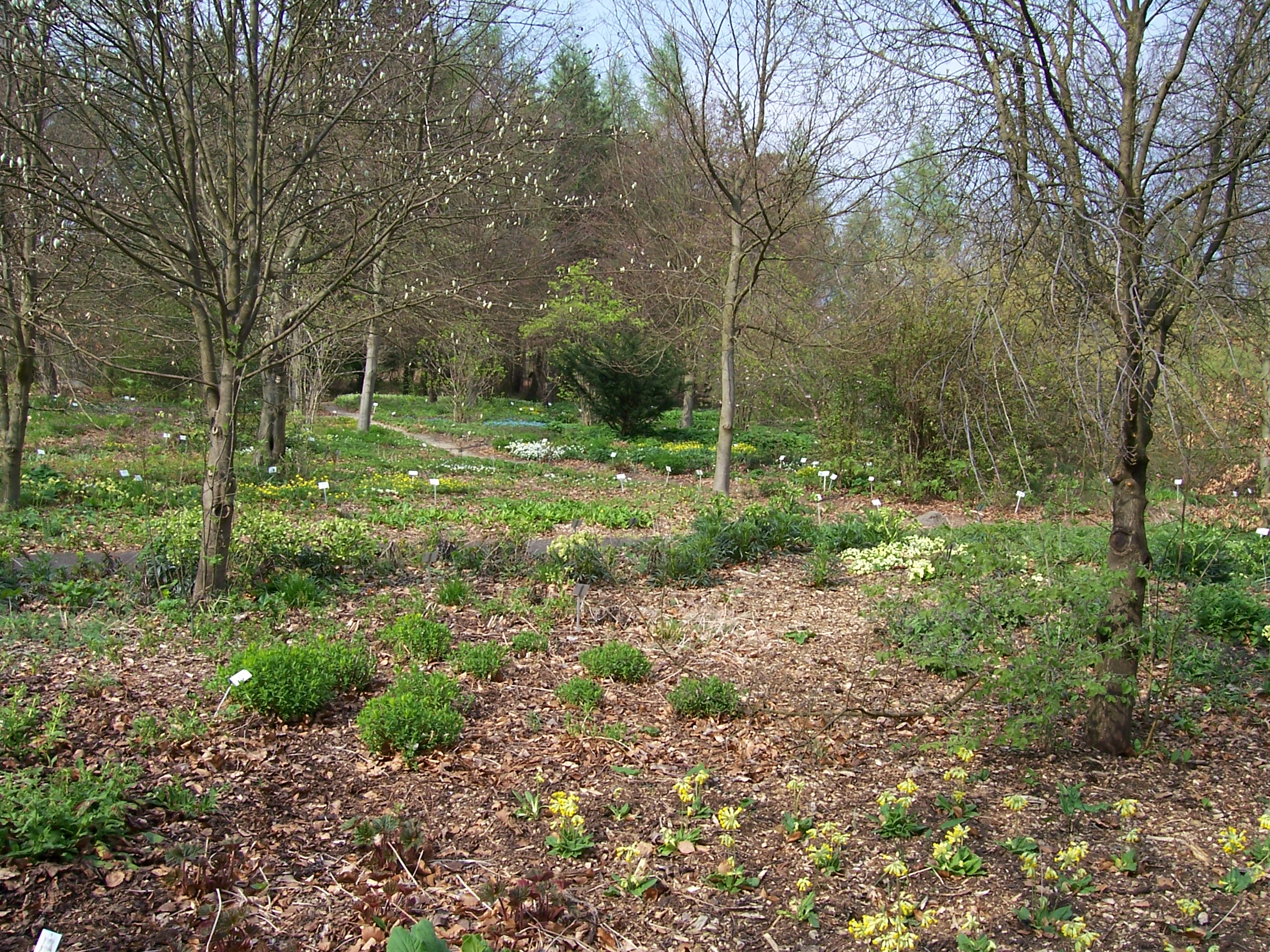
Frühlingswald
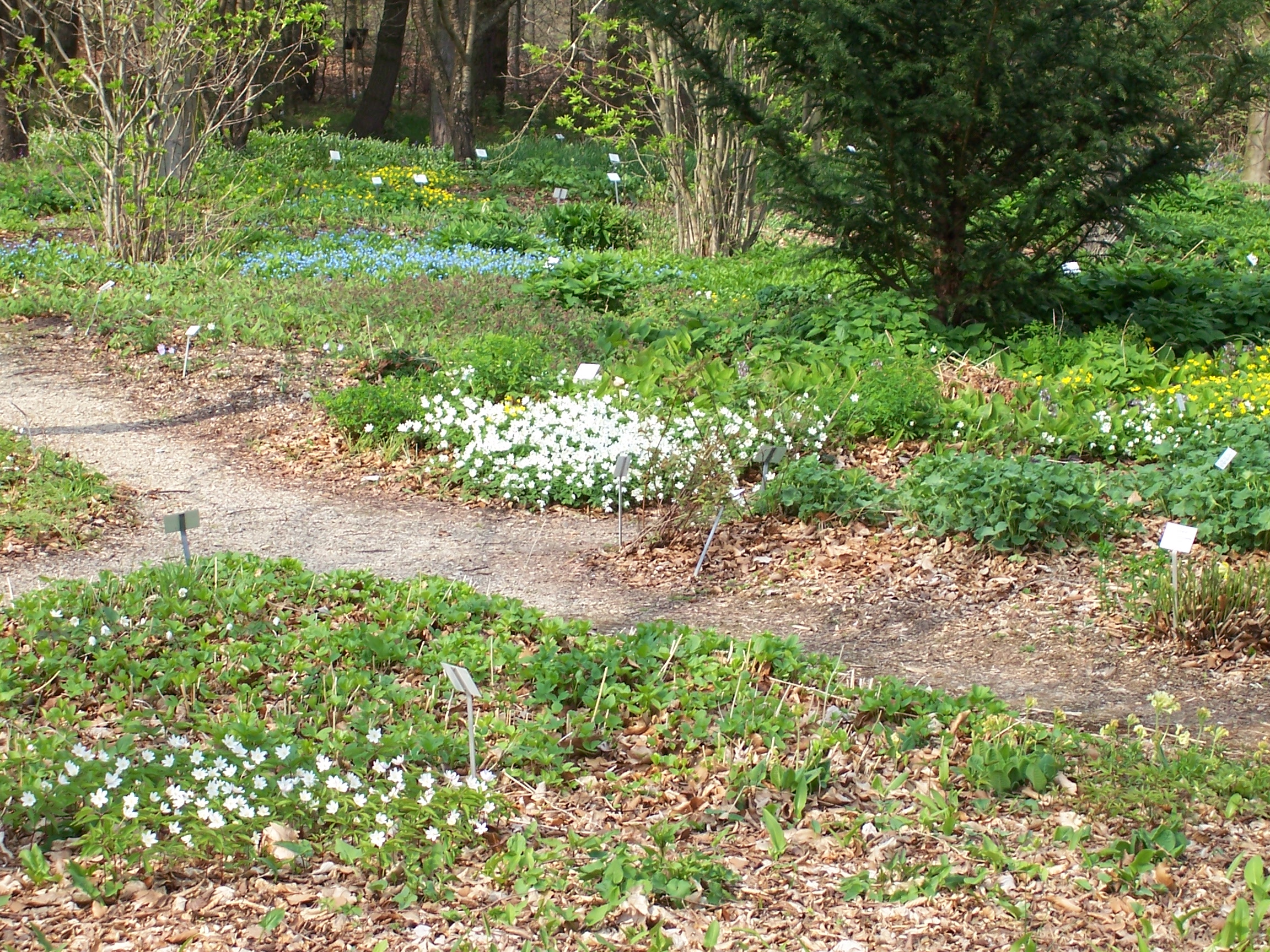
Frühlingswald
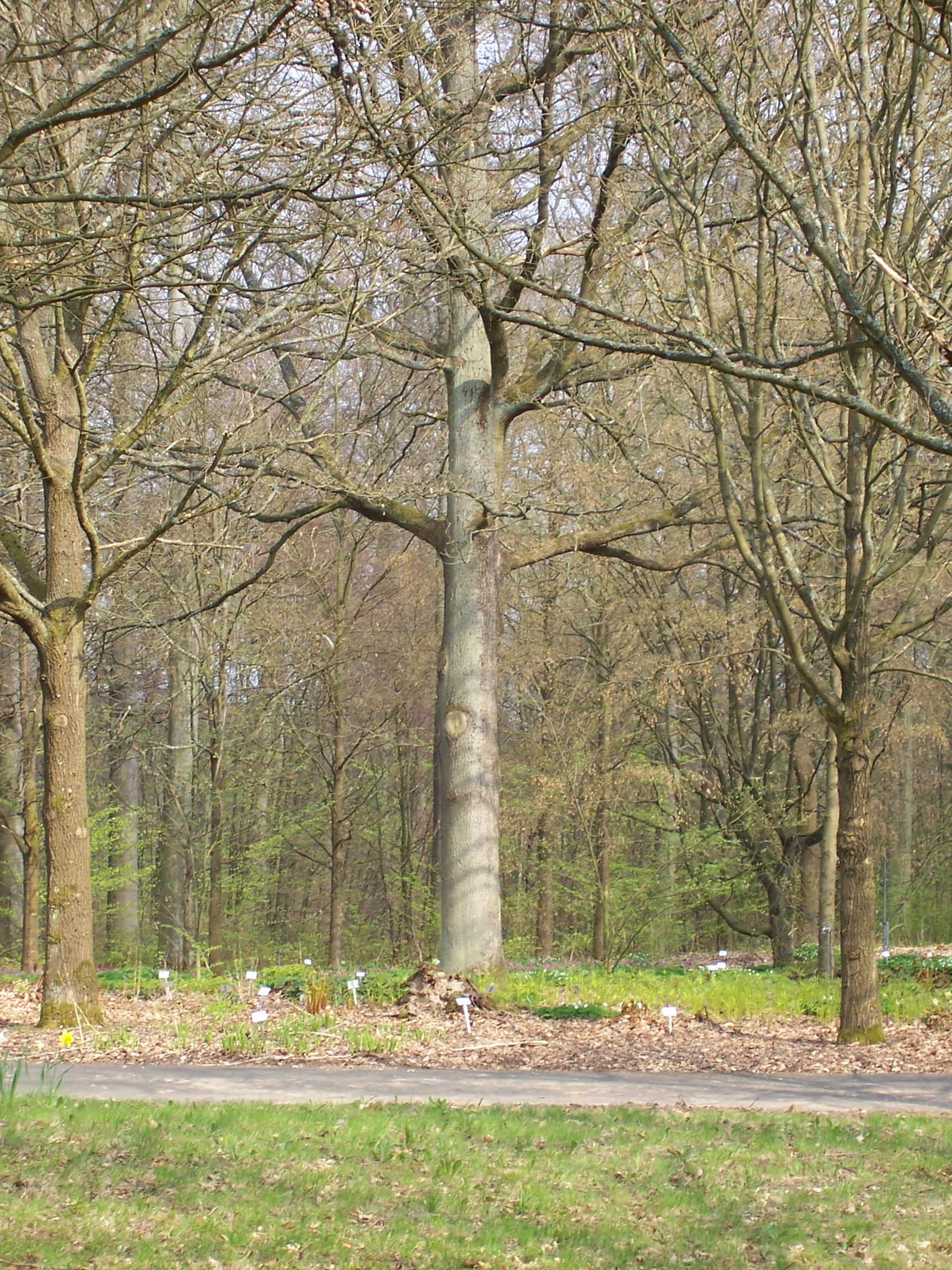
Frühlingswald

### Alpinum
Im großen Alpinum werden Hochgebirgspflanzen aus Europa, Vorderasien, dem Himalaya, Ostasien (China und Japan), Nord- und Südamerika sowie aus Neuseeland gezeigt.

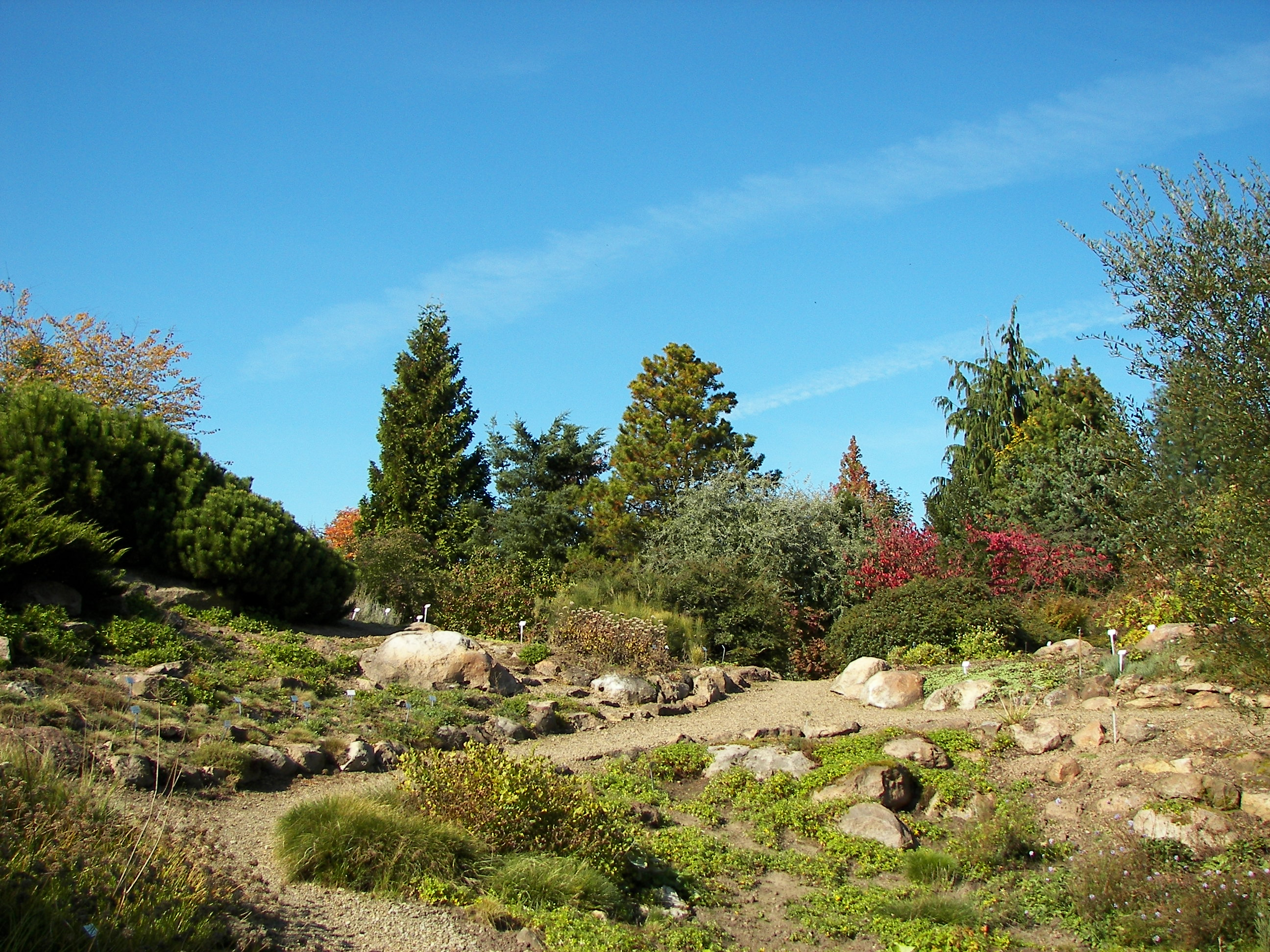
Alpinum
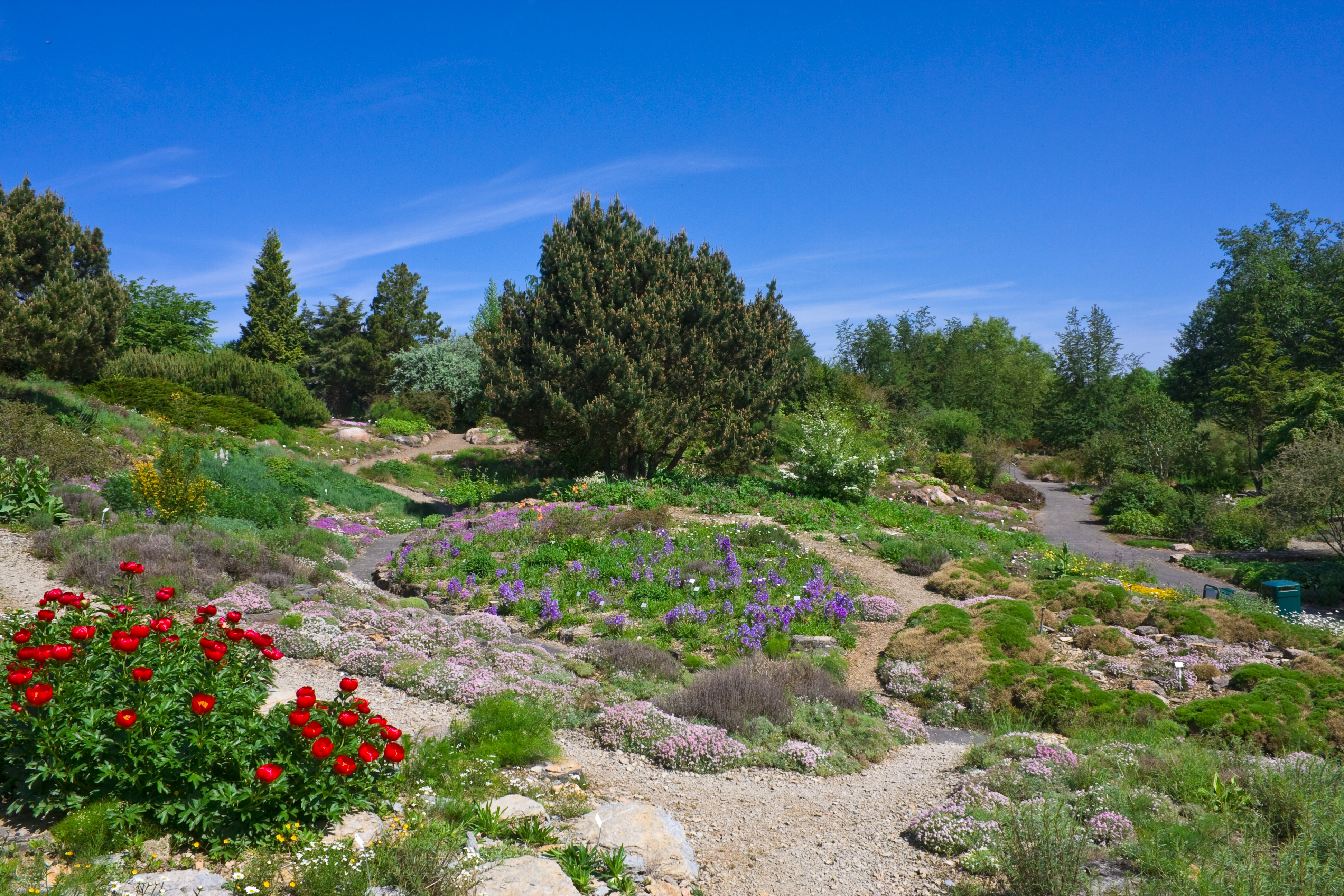
Alpinum, Abteilung Westeuropa

### Labyrinth
Am 5. November 2006 legten einige Frauen mit Unterstützung der Künstlerin Li Shalima im nordöstlichen Teil des botanischen Gartens ein Labyrinth an. Seitdem werden hier von einer Frauengruppe die acht Jahreskreisfeste gefeiert.

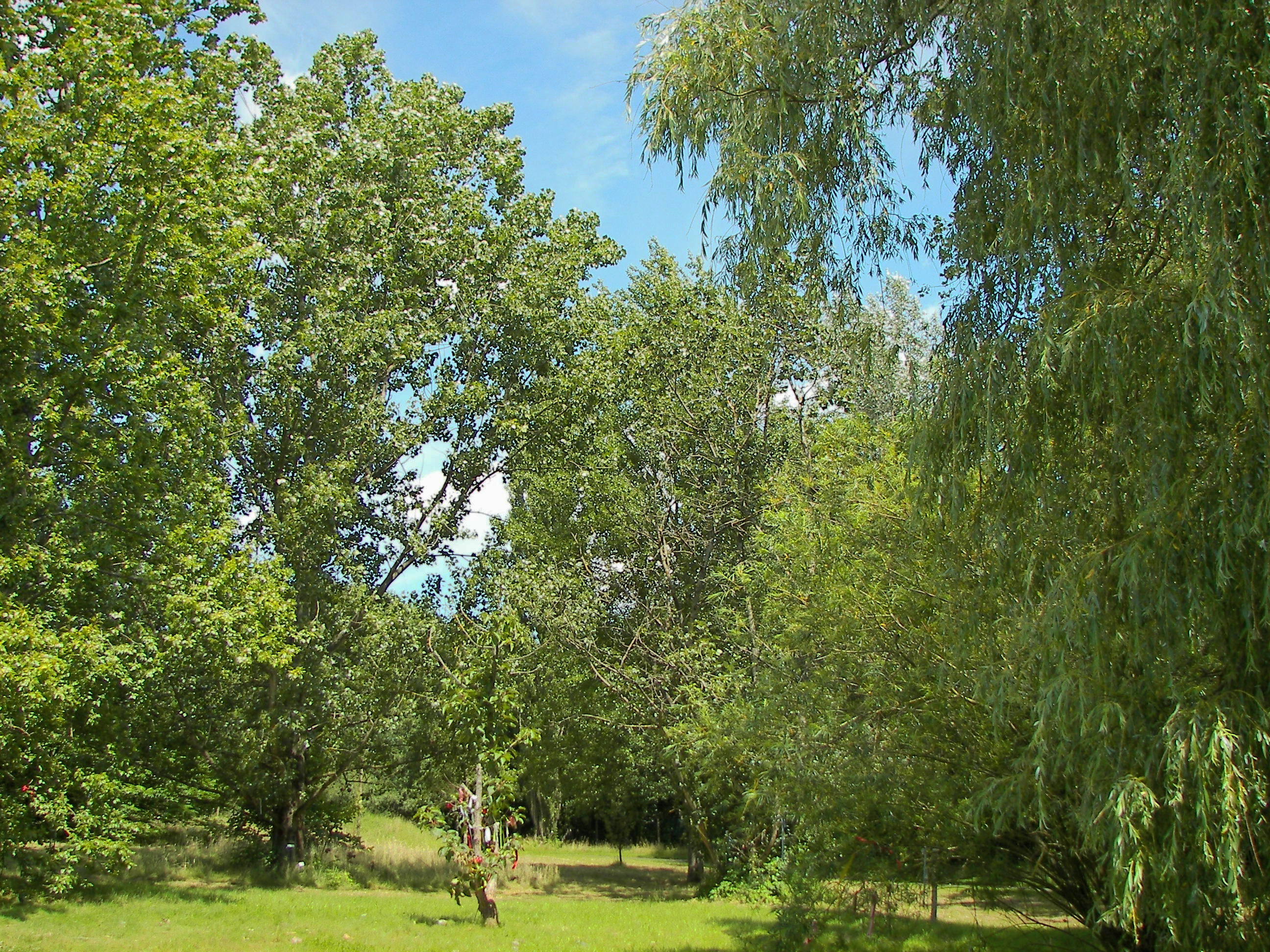
Labyrinth
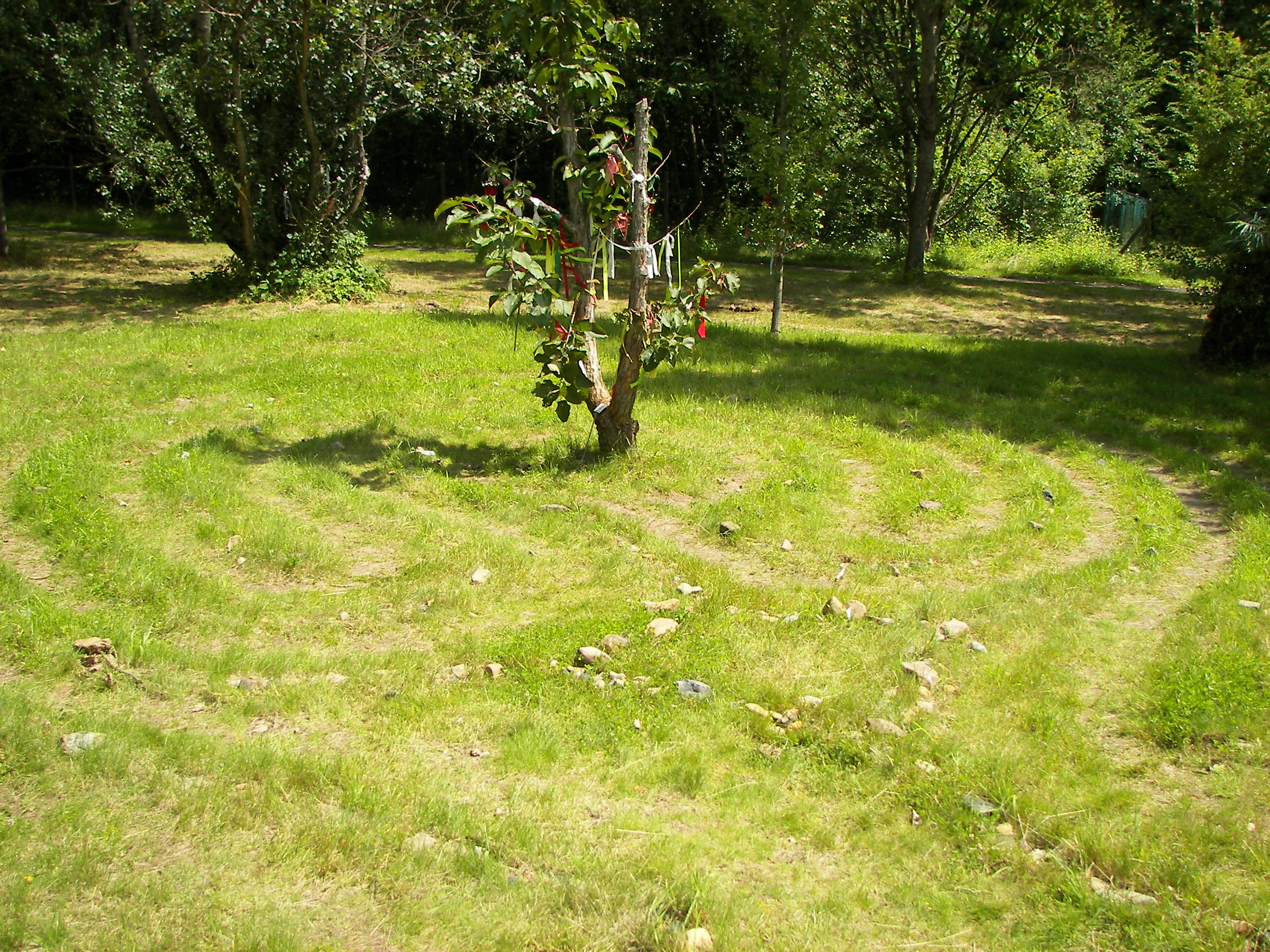
Labyrinth
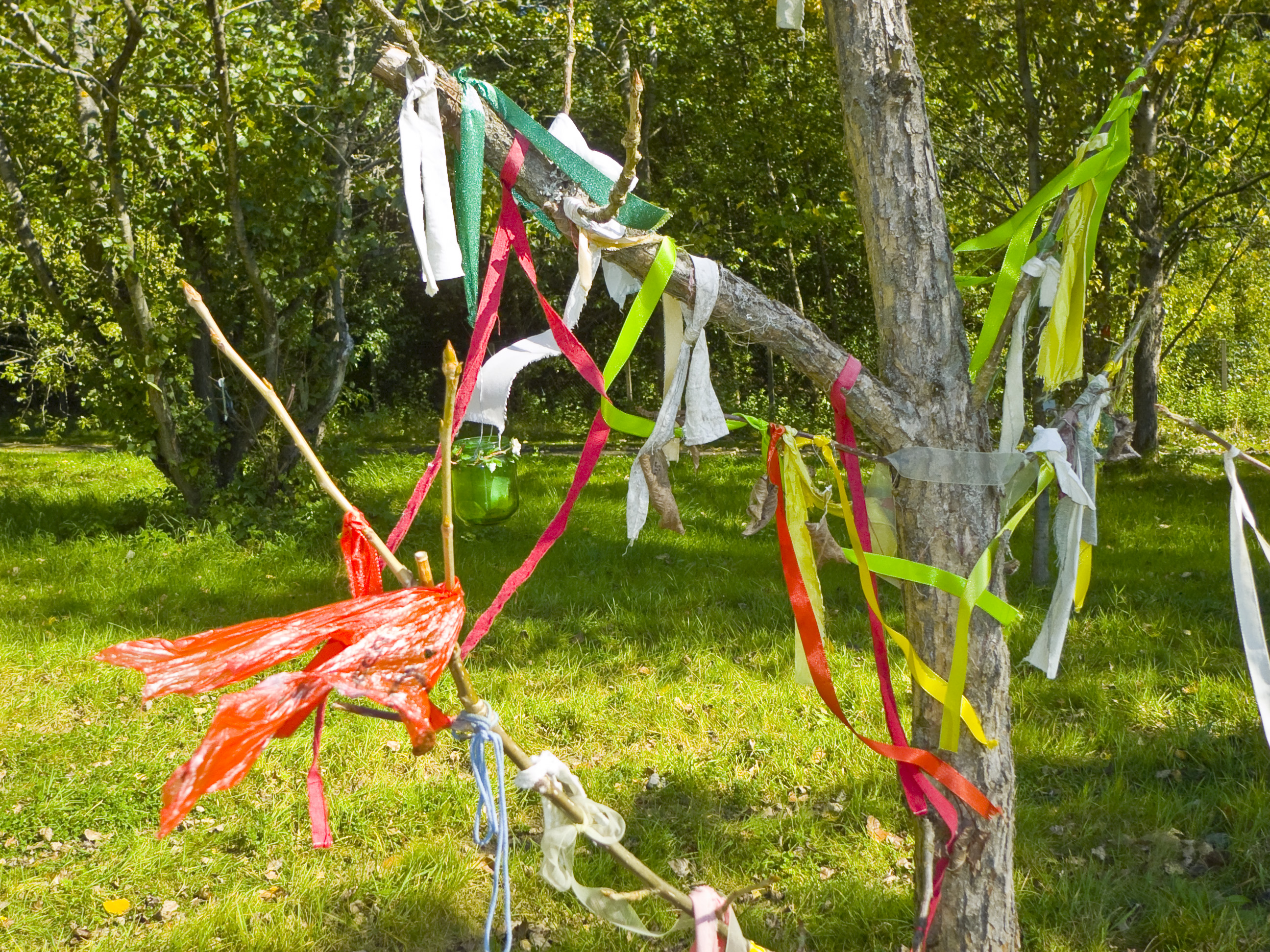
Labyrinth

### Schaugewächshäuser

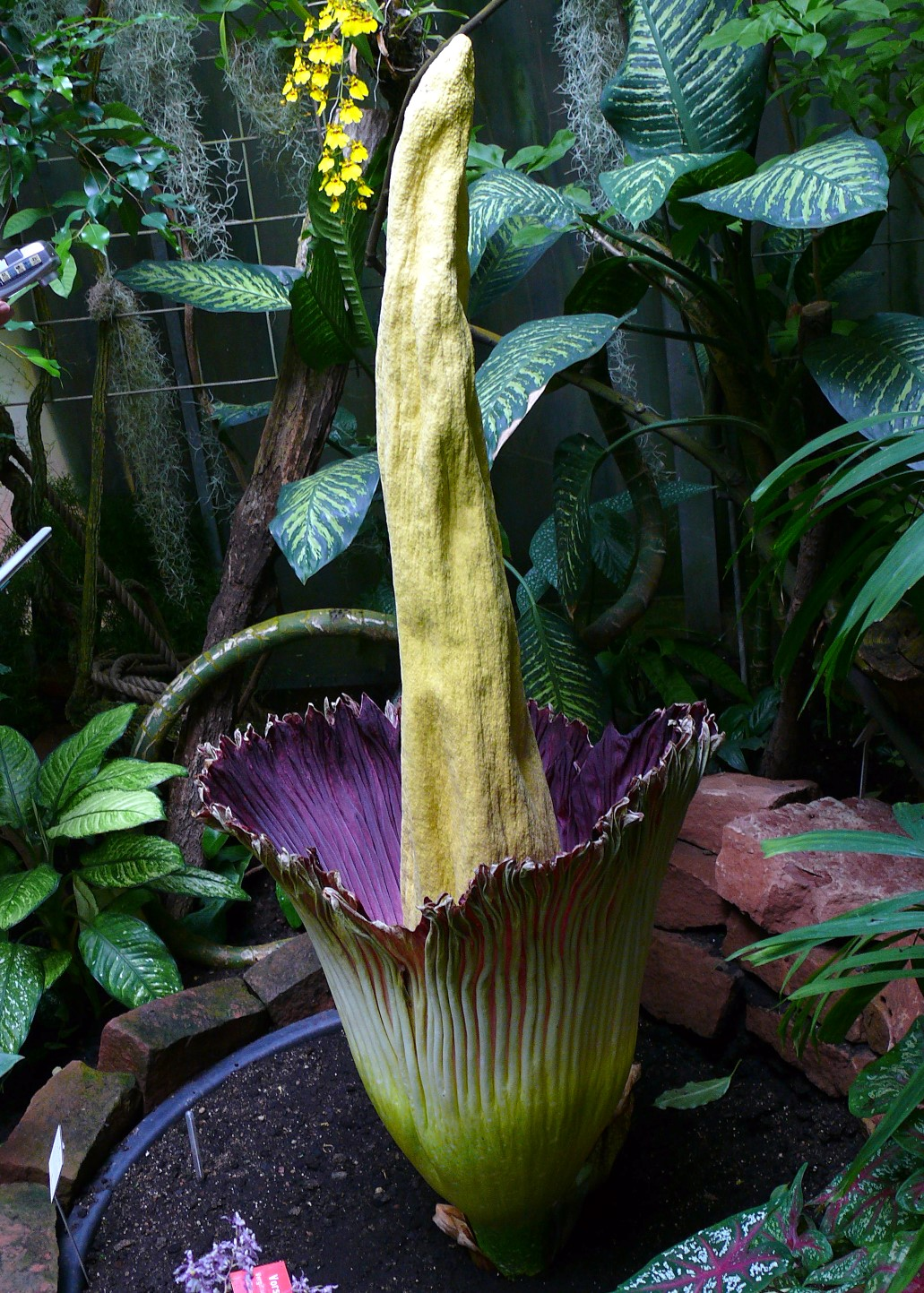
Blüte des Titanwurz (Amorphophallus titanum) am 27. Juli 2008 im Botanischen Garten Marburg

Insgesamt umfassen die Schaugewächshäuser eine Fläche von 1.700 m². Die Firsthöhe beträgt 7 m, im Tropenhaus 12 m. Es sind folgende Gewächshäuser vorhanden:
- Großes Tropenhaus
  - Fläche: 545 m²
  - Temperatur: 18–20 Grad Celsius
  - Firsthöhe: 12 m
  - Pflanzen des tropischen Regenwaldes der Alten und der Neuen Welt. Unter anderem wird hier der Titanwurz angepflanzt.
- Kanarenhaus mit Lorbeerwald
  - Fläche: 182 m² + 82 m²
  - Temperatur: 8–10 Grad Celsius im Winter
  - Firsthöhe: 7 m
  - Pflanzen der Kanarischen Inseln
- Nutzpflanzenhaus: 
  - Fläche: 182 m²
  - Temperatur: 20–22 Grad Celsius
  - Firsthöhe: 7 m
  - Mit tropischen Nutzpflanzen wie Ananas (Ananas comosus) oder Kaffee (Coffea arabica)
- Wasserpflanzenhaus: 
  - Fläche: 123 m²
  - Temperatur: 22 Grad Celsius
  - Wassertemperatur 28 Grad Celsius
  - Firsthöhe: 6 m
  - Wasserpflanzen des Amazonas-Gebietes, darunter die Riesenseerose (Victoria amazonica) und die Mangrove Bruguiera sexangula.
- Farnhaus
  - Fläche: 182 m²
  - Temperatur: 18–20 Grad Celsius
  - Firsthöhe: 7 m
  - Tropische Farne
- Sukkulentenhaus
  - Fläche: 227 m²
  - Temperatur: 12 Grad Celsius im Winter
  - Firsthöhe: 7 m
  - Kakteen und andere Sukkulenten
- Australienhaus
  - Fläche: 182 m²
  - Temperatur: 8–10 Grad Celsius im Winter
  - Firsthöhe: 7 m
  - Pflanzen Australiens, besonders des Outbacks, darunter die Banksie sowie die selten gezeigte Wollemie.
- Karnivorenhaus: Hier werden fleischfressende Pflanzen gezeigt. Dieses Haus ist allerdings für die Öffentlichkeit nicht zugänglich. Die Pflanzen können nur von außen besichtigt werden.

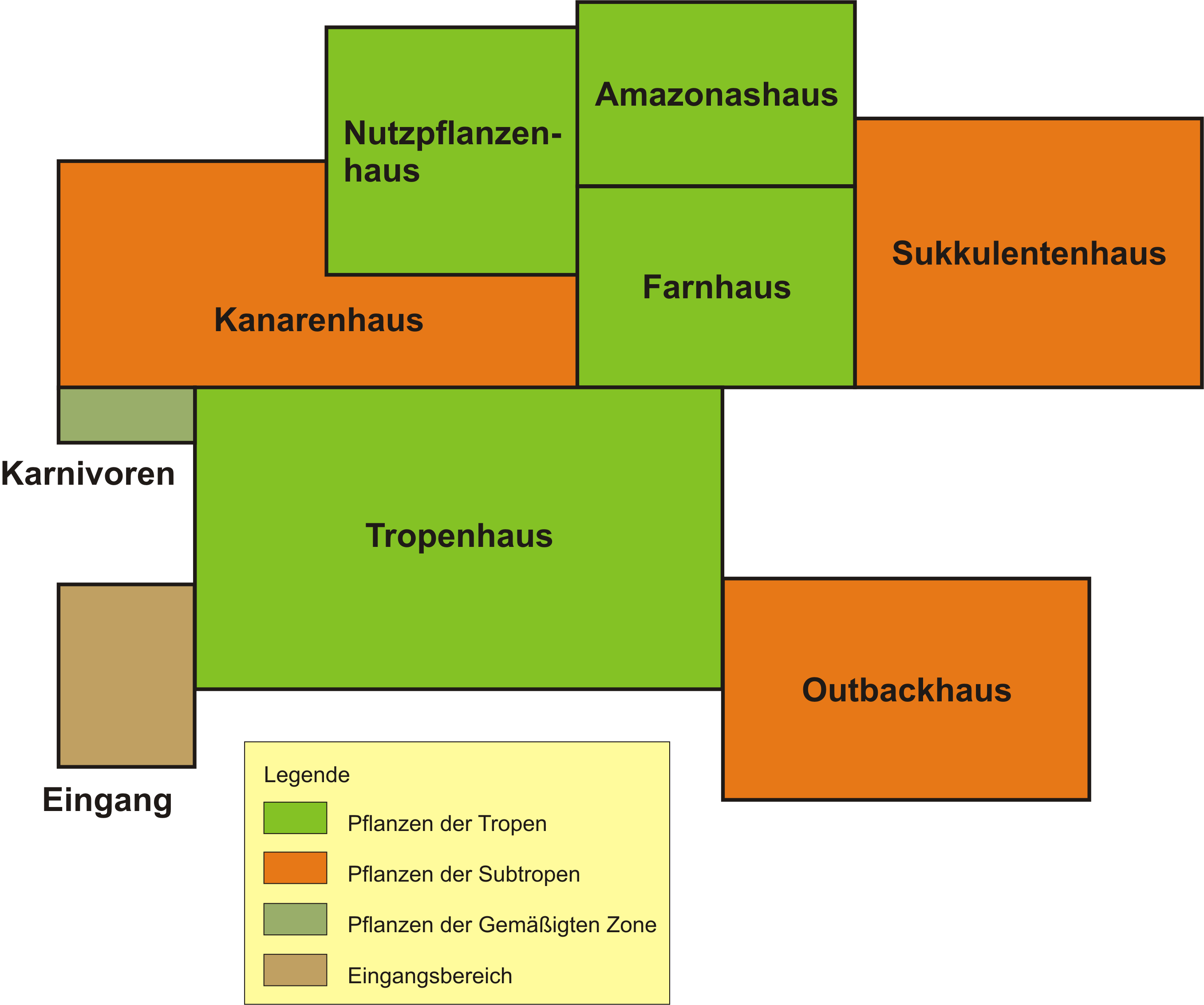
Plan Gewächshäuser
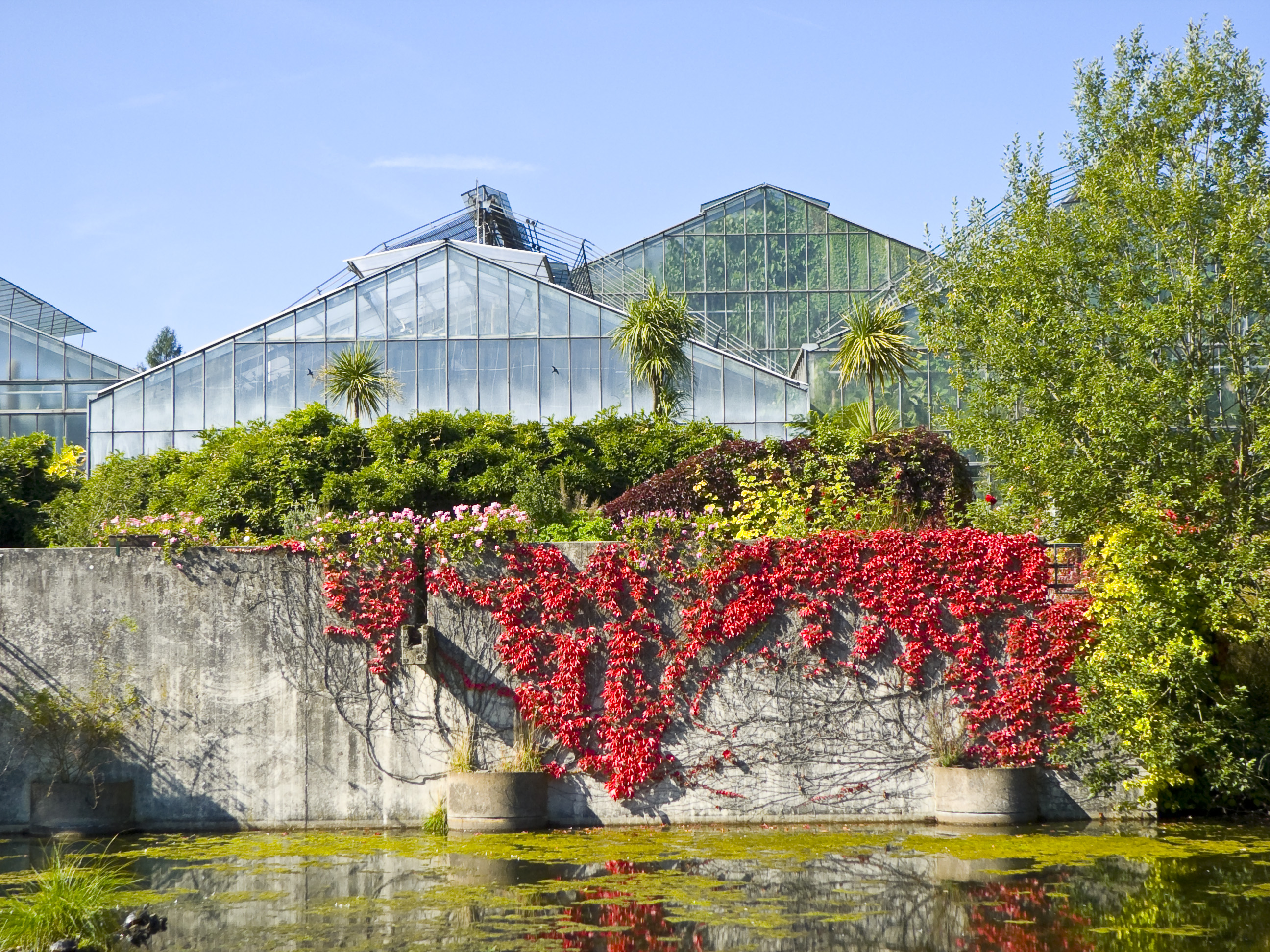
Gewächshäuser
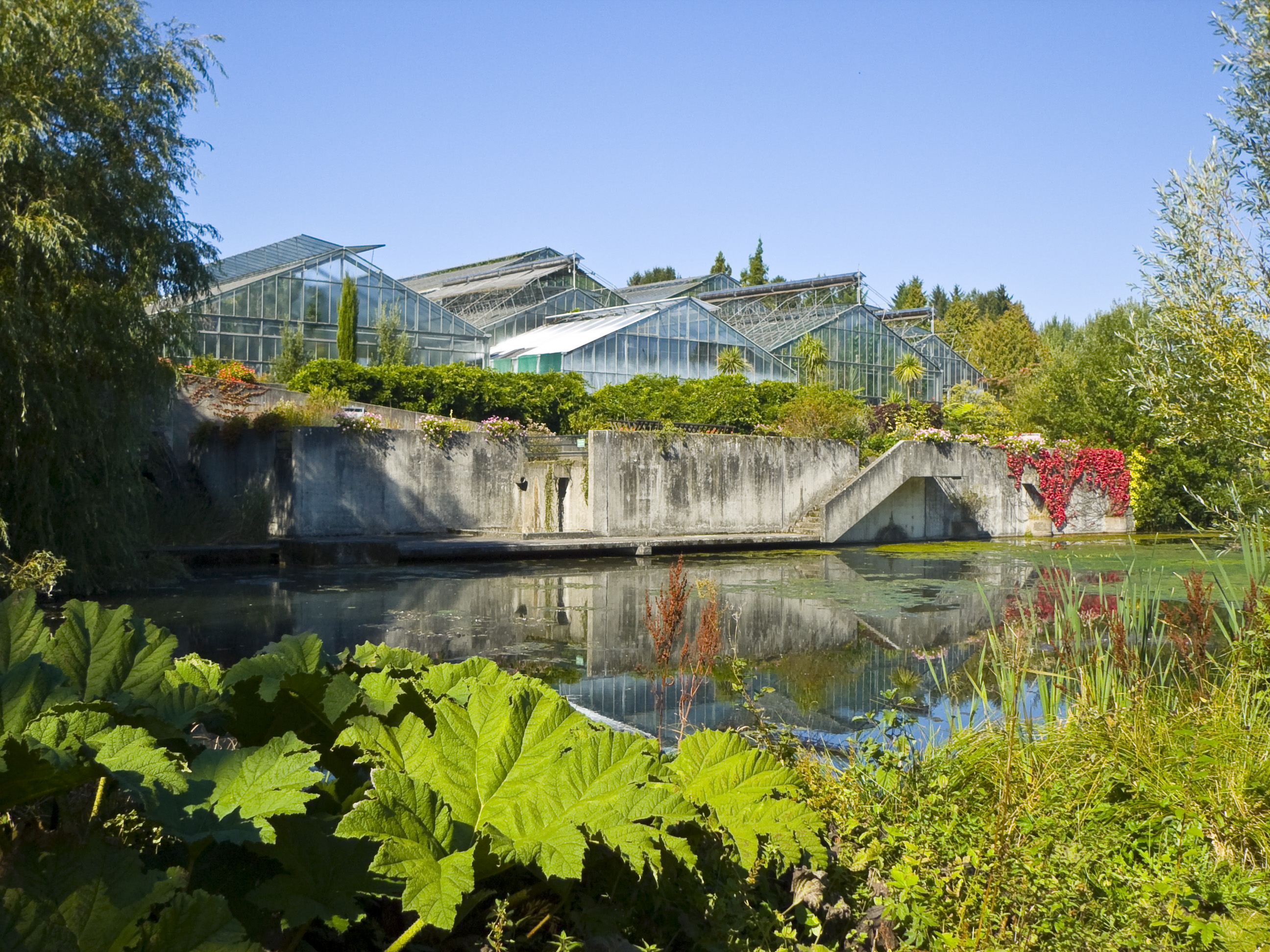
Gewächshäuser
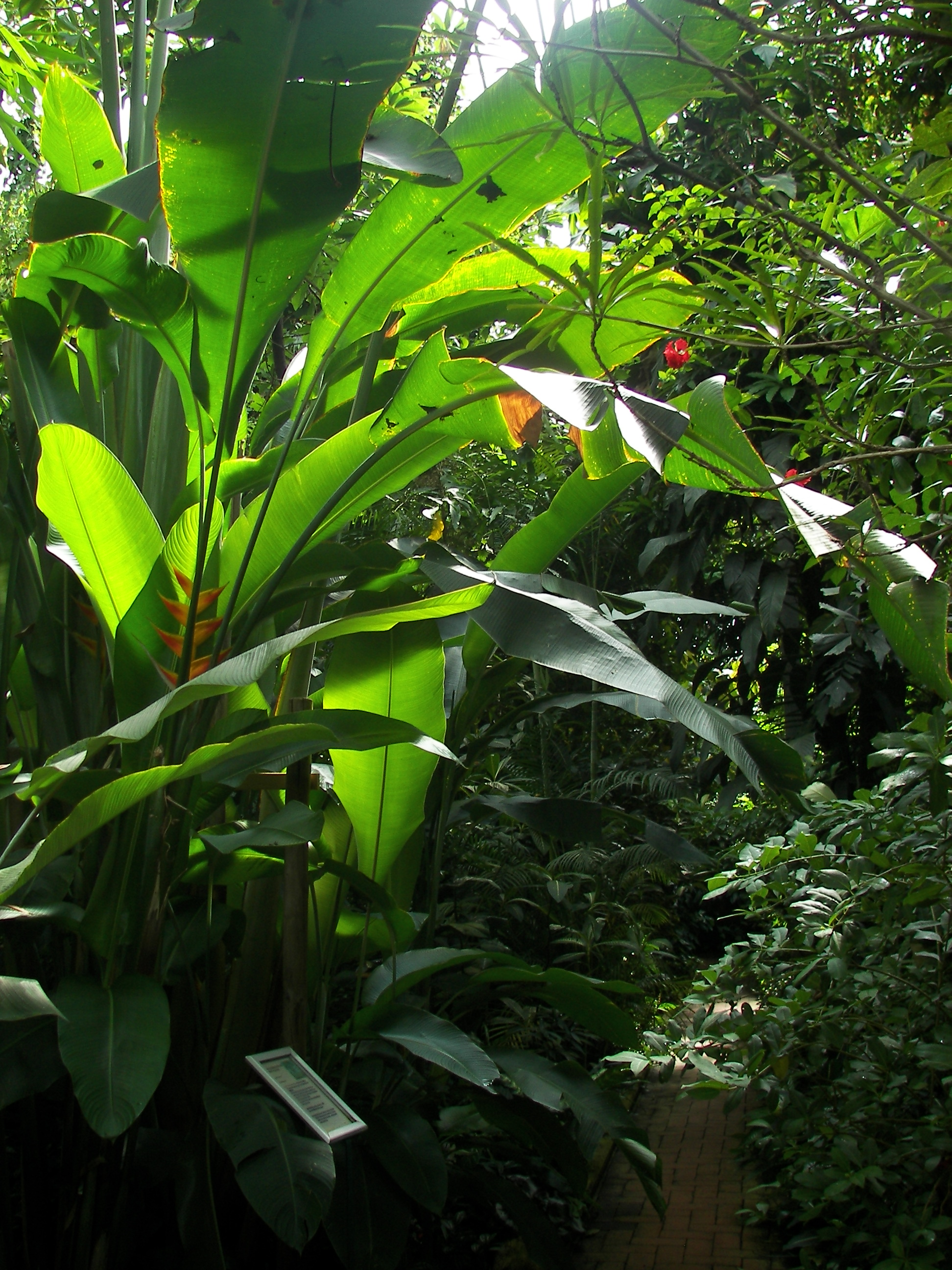
Tropenhaus
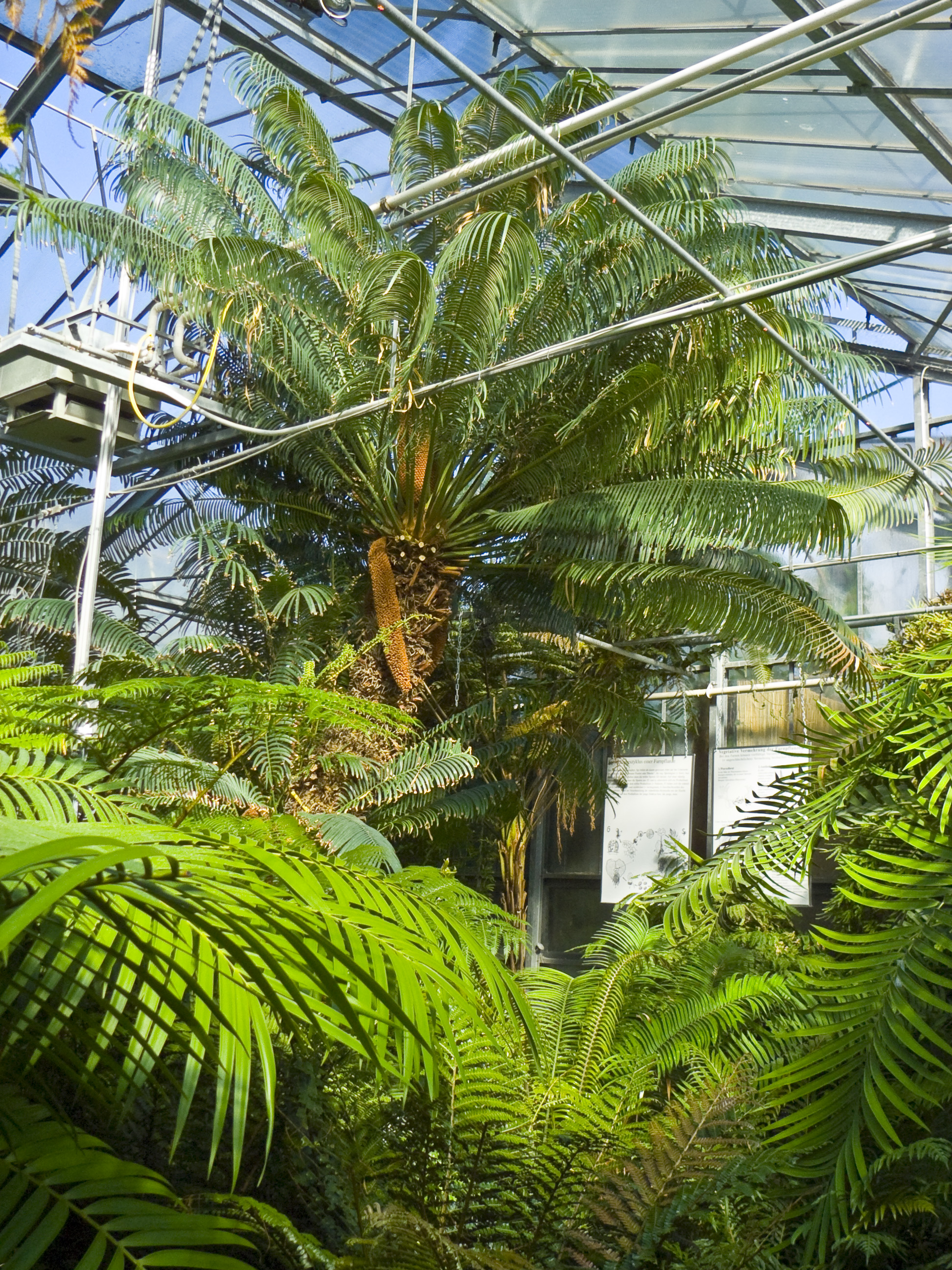
Farnhaus
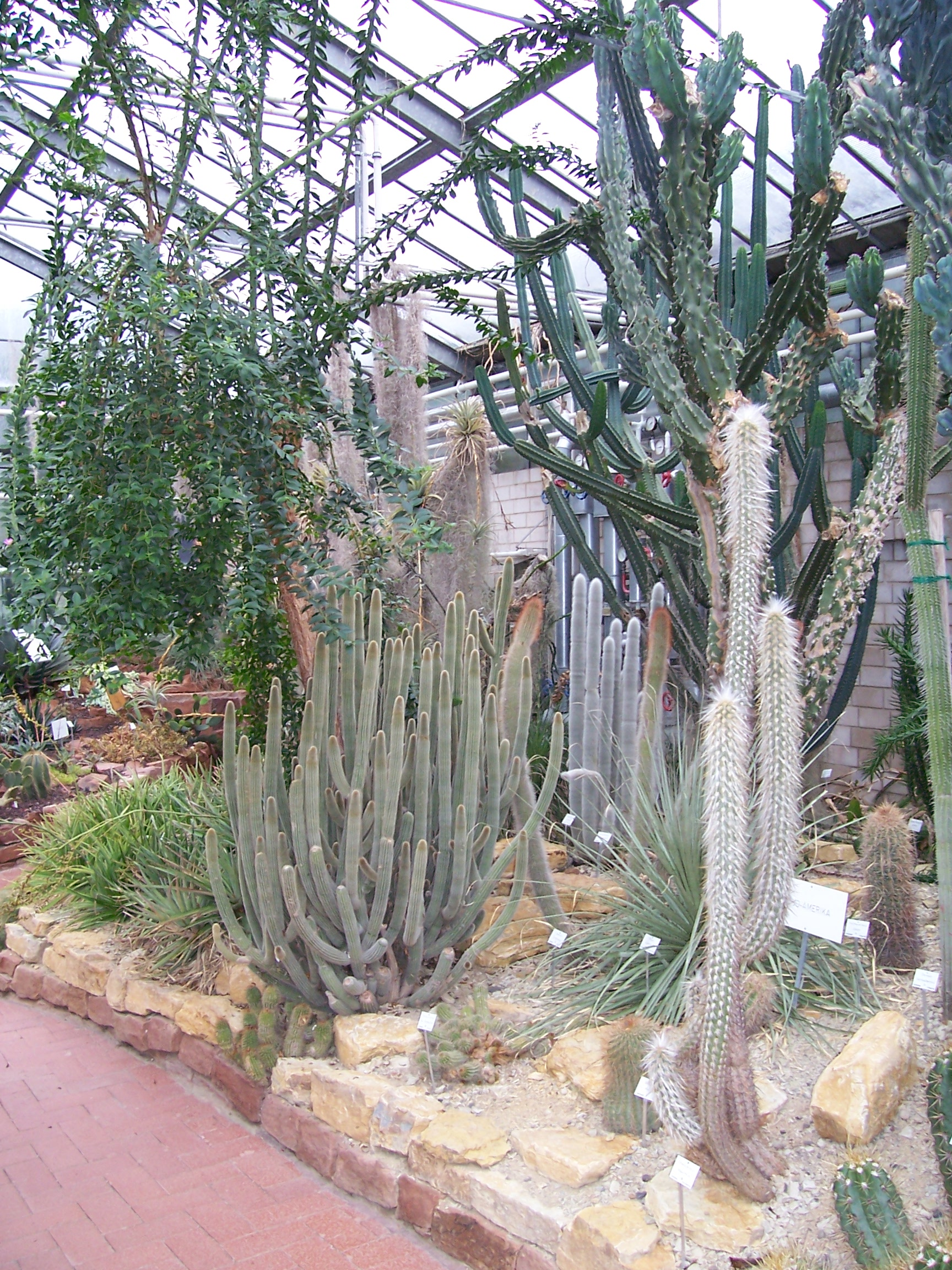
Sukkulentenhaus
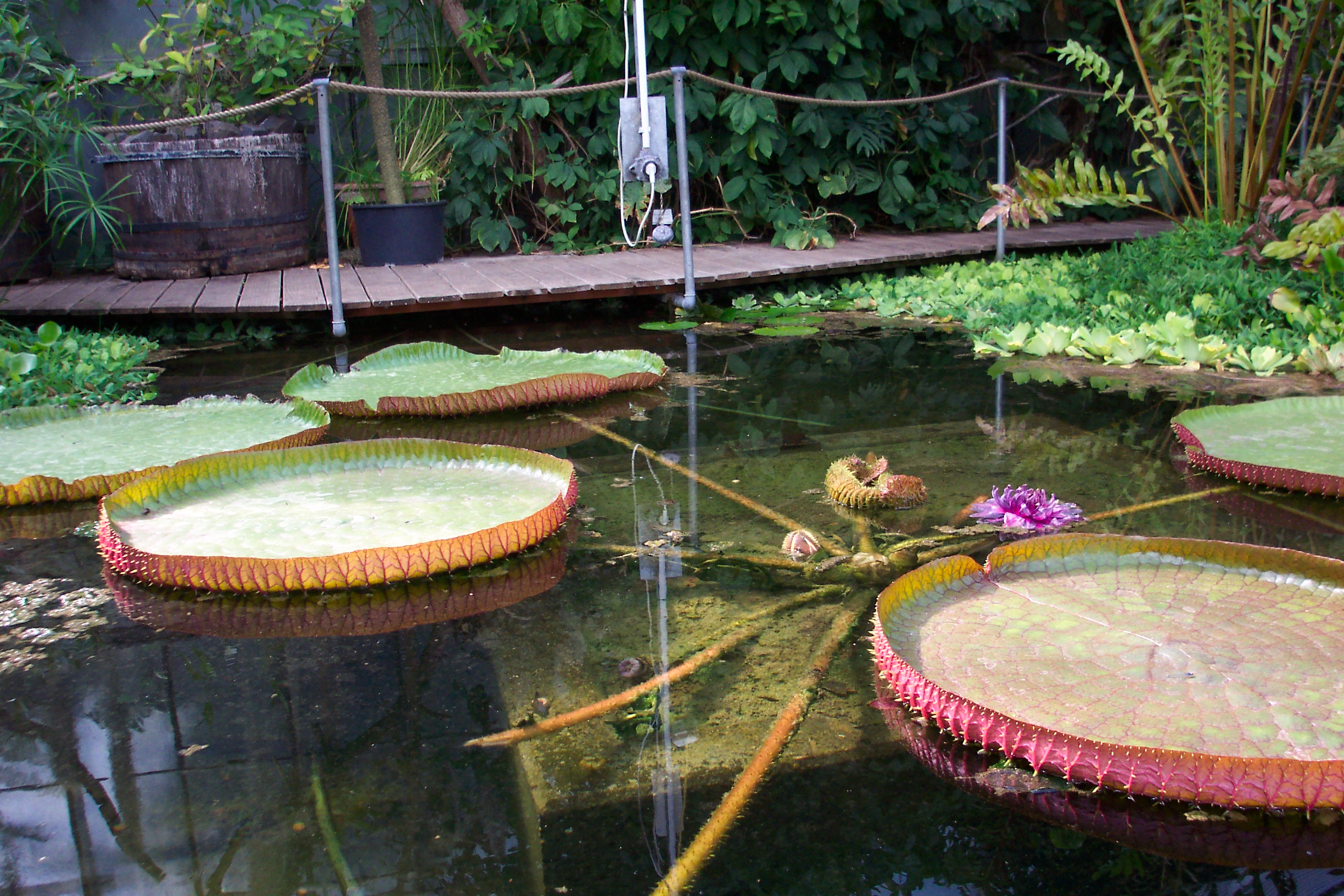
Amazonashaus
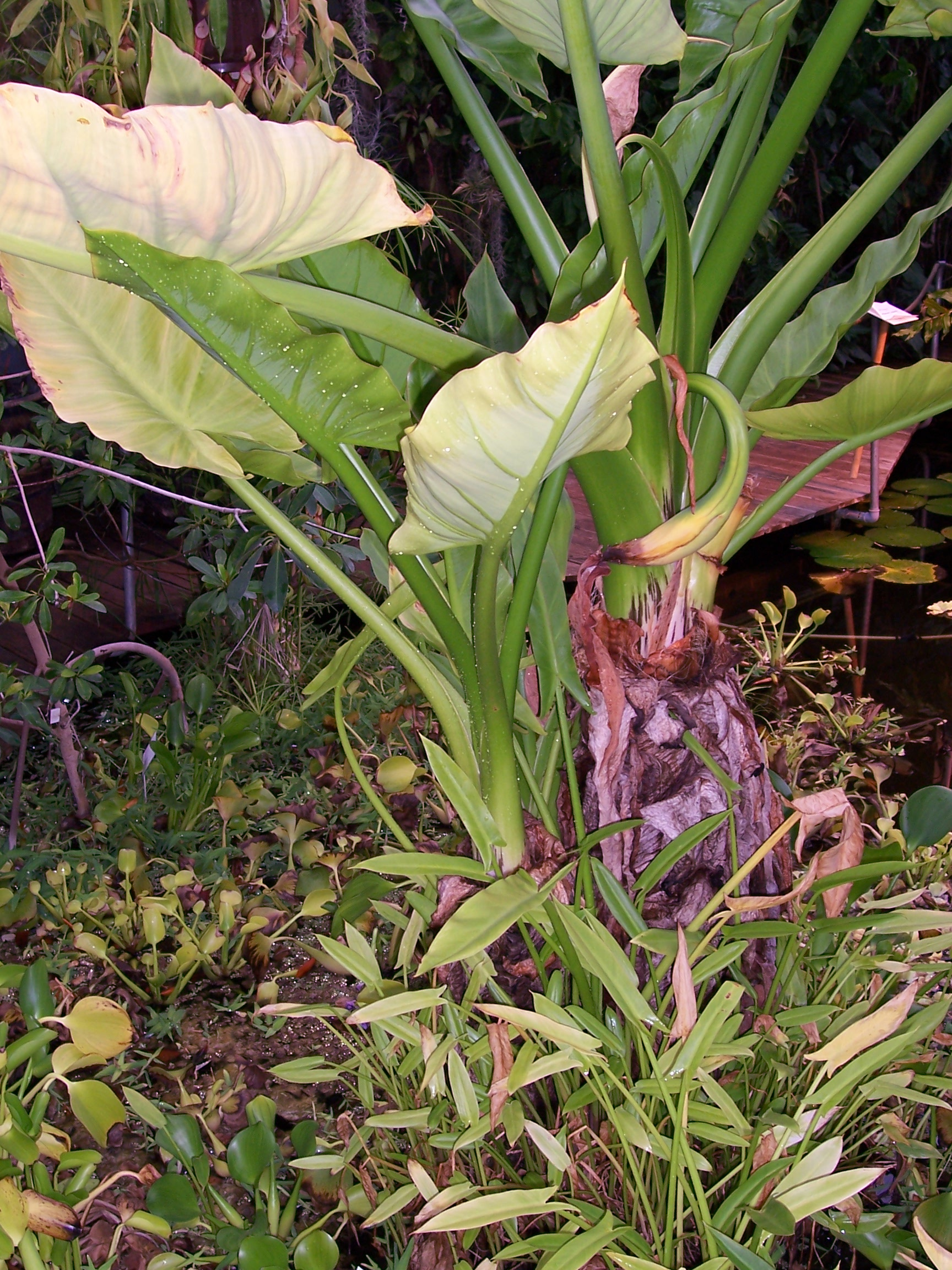
Amazonashaus

## Eintritt
Der neue Botanische Garten Marburg war lange Zeit für die Öffentlichkeit kostenfrei zugänglich. Nach erheblichen Mittelkürzungen der hessischen Landesregierung unter Koch führte die Philipps-Universität Marburg ab dem Jahr 2005 Eintrittsgelder ein, die gegenwärtig bei fünf Euro (drei Euro Ermäßigung für Berechtigte) pro Person liegen. Kinder unter 14 Jahren haben freien Eintritt. Durch Sponsoring („Baumpatenschaften“) werden weitere Mittel eingeworben. In den letzten Jahren fanden im botanischen Garten auch Konzerte, Ausstellungen und das Marburger Kurzfilmfestival Open Eyes statt.